# Armia Księstwa Warszawskiego

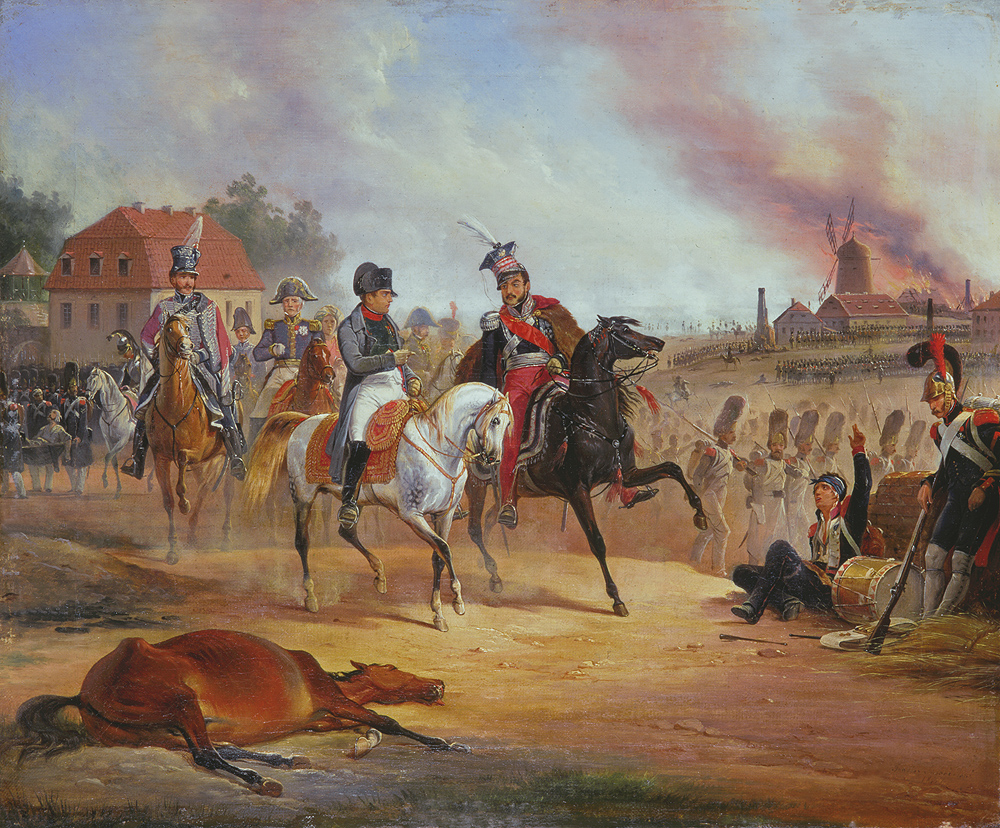
Napoleon i książę Józef Poniatowski pod Lipskiem (mal. January Suchodolski)

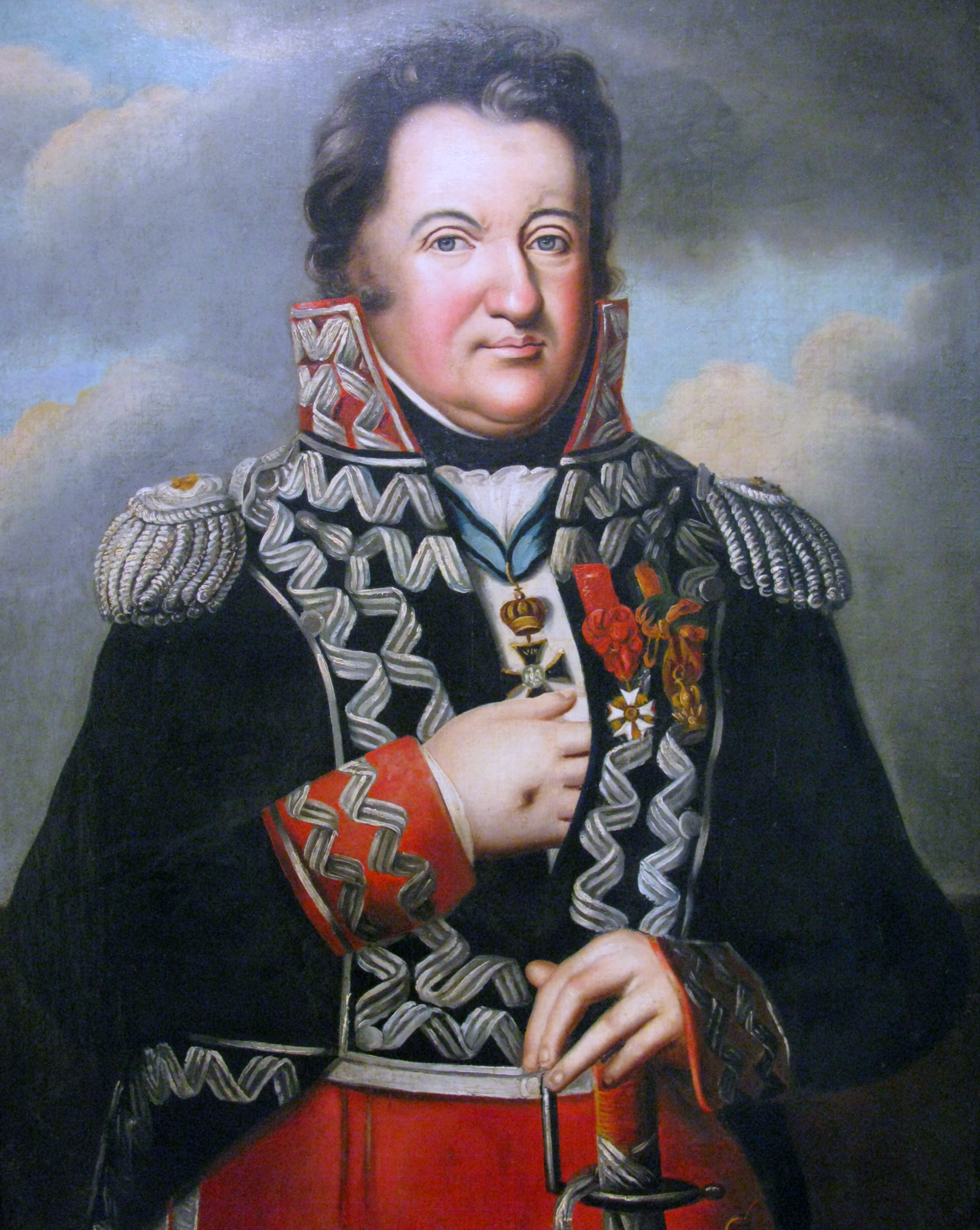
Generał Jan Henryk Dąbrowski – inicjator sił zbrojnych Księstwa

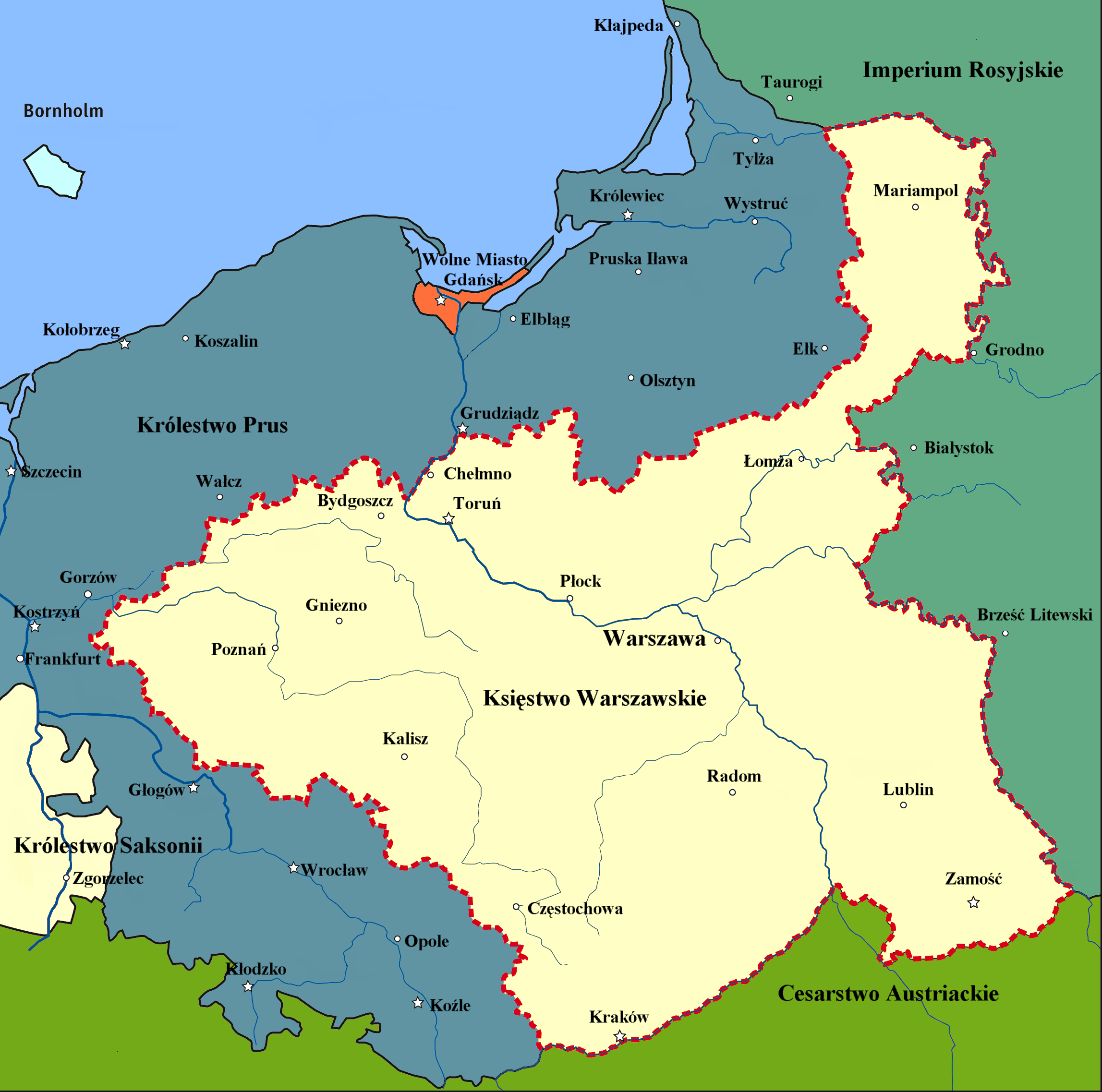
Księstwo Warszawskie w latach 1809–1815

Armia Księstwa Warszawskiego – siły zbrojne Księstwa Warszawskiego. W użyciu była również nazwa Wojsko Polskie

## Geneza

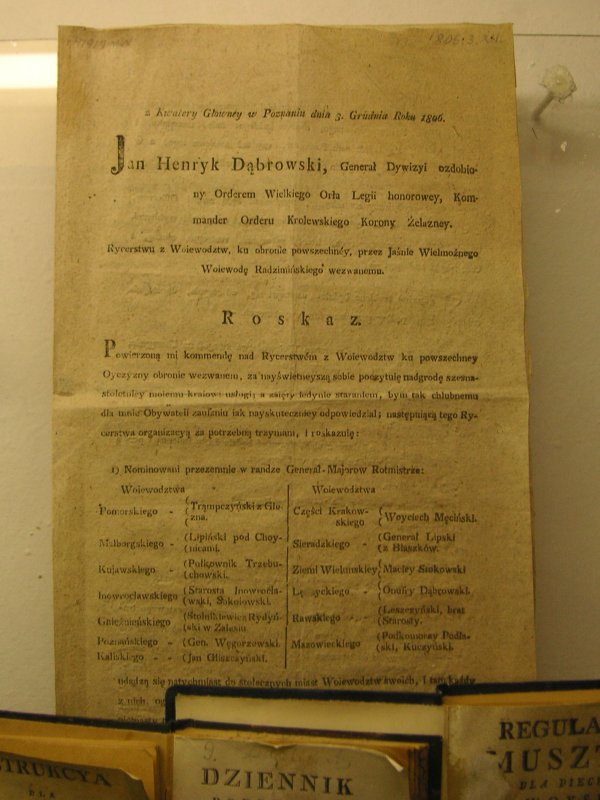
Rozkaz o powołaniu z 1806 r.

Naturalnymi zalążkami wojska były dwie Legie Północne i resztki Legionów Polskich.
Rozkazem generalnym z 14 listopada 1806 do bywszego wojska polskiego gen. Jan Henryk Dąbrowski powołał dawnych oficerów, podoficerów i żołnierzy służby narodowej. Wstępującą ochotniczo do wojska młodzież szlachecką i mieszczańską awansowano na oficerów i podoficerów, nie zawsze zwracając uwagę na wykształcenie formalne. Ponad kwalifikacje przedkładano zapał i oddanie sprawie.
16 listopada 1806 gen. Dąbrowski ogłosił dekret w departamencie poznańskim o poborze rekruta. Obowiązywała polska zasada: jeden rekrut pieszy z 10 dymów, jeden rekrut konny z 45 dymów.
Rozkazem cesarza Francuzów Napoleona I Bonaparte powstawały kolejne dywizje (legie): „Poznańska” – gen. Jana Henryka Dąbrowskiego, „Kaliska” gen. Józefa Zajączka i „Warszawska” ks. Józefa Poniatowskiego.
W wojsku Księstwa Warszawskiego było 17 pułków piechoty. Pierwszych dwanaście powstało w latach 1806–1807, a pułki 13–17 w czasie wojny z Austrią w 1809 i po jej zakończeniu. Ponadto w 1812 utworzono na Litwie pułki piechoty 18–22 oraz 21 pułk strzelców konnych. W skład piechoty wchodziły kompanie wyborcze grenadierów i woltyżerów, fizylierzy oraz saperzy.

## Skład wojsk
W ich skład wchodzili:
- piechurzy: fizylierzy, woltyżerowie i grenadierzy;
- kawalerzyści: ułani (lansjerzy), huzarzy, kirasjerzy, krakusi, strzelcy konni (szaserzy), szwoleżerowie (lekkokonni),
- artylerzyści: artyleria piesza, artyleria konna,
- wojska inżynieryjne: saperzy, pontonierzy, korpus oficerski inżynierów
- pociągi (kolumna transportu wojskowego),
- służby medyczne,
- kapelanat wojskowy,
- administracja wojskowa,
- szkolnictwo wojskowe,
- sztab.

Korpus oficerski Księstwa Warszawskiego składał się w swej masie z młodzieży drobnoszlacheckiej i mieszczańskiej, ale zdarzali się także synowie chłopscy. Dla wielu z nich otrzymanie patentu oficera dawało możliwość awansu społecznego. Co kilka miesięcy przełożeni sporządzali tzw. konduit-listy, a więc oceny przydatności do służby danego oficera, jego zdyscyplinowania, odpowiedzialności i wiedzy fachowej. Oceny te miały zasadniczy wpływ na dalsze awanse.

## Minister wojny Księstwa Warszawskiego

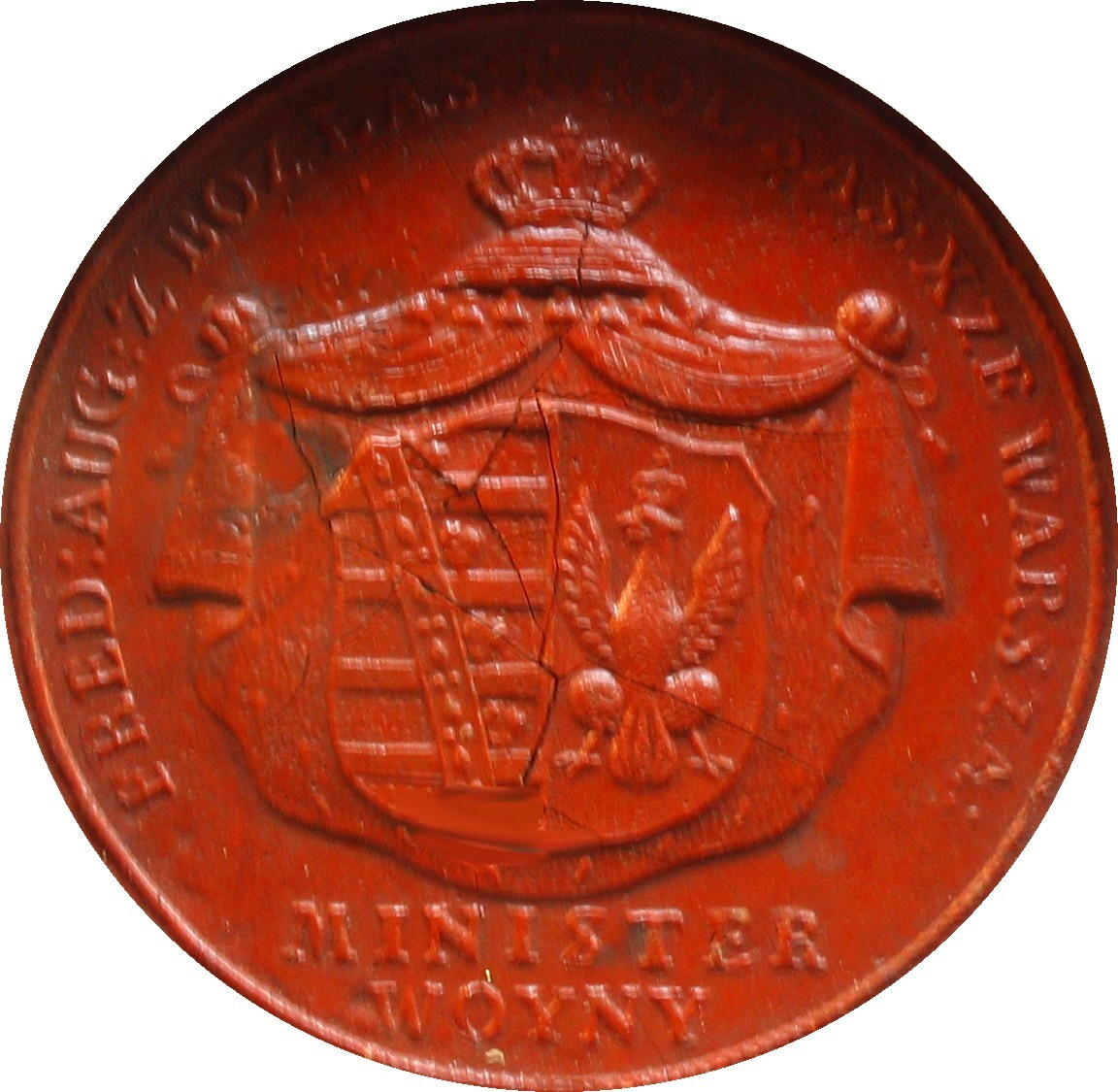
Pieczęć ministra wojny Księstwa Warszawskiego

Minister Wojny w Księstwie Warszawskim stanowił jednoosobową naczelną władzę administracyjno-wojskową. Poza zakresem jego kompetencji pozostawała część agend dotyczących Gwardii Narodowej, poboru i zaopatrzenia, które znajdowały się w gestii Ministra Spraw Wewnętrznych, z wyjątkiem zaopatrzenia w żywność, które podlegało początkowo niezależnej od ministerstw Komisji Żywności (powołanej w 1807 jeszcze przez Komisję Rządzącą), w latach 1810–1811 zajmowała się nim podległa Ministrowi Wojny Dyrekcja Żywności, która jednak została zniesiona a sprawy żywnościowe znalazły się w gestii resortu spraw wewnętrznych.
Minister wojny był członkiem Rady Ministrów. Przez cały okres działalności – od 5 października 1807 do maja 1813 – funkcję ministra sprawował książę Józef Poniatowski.

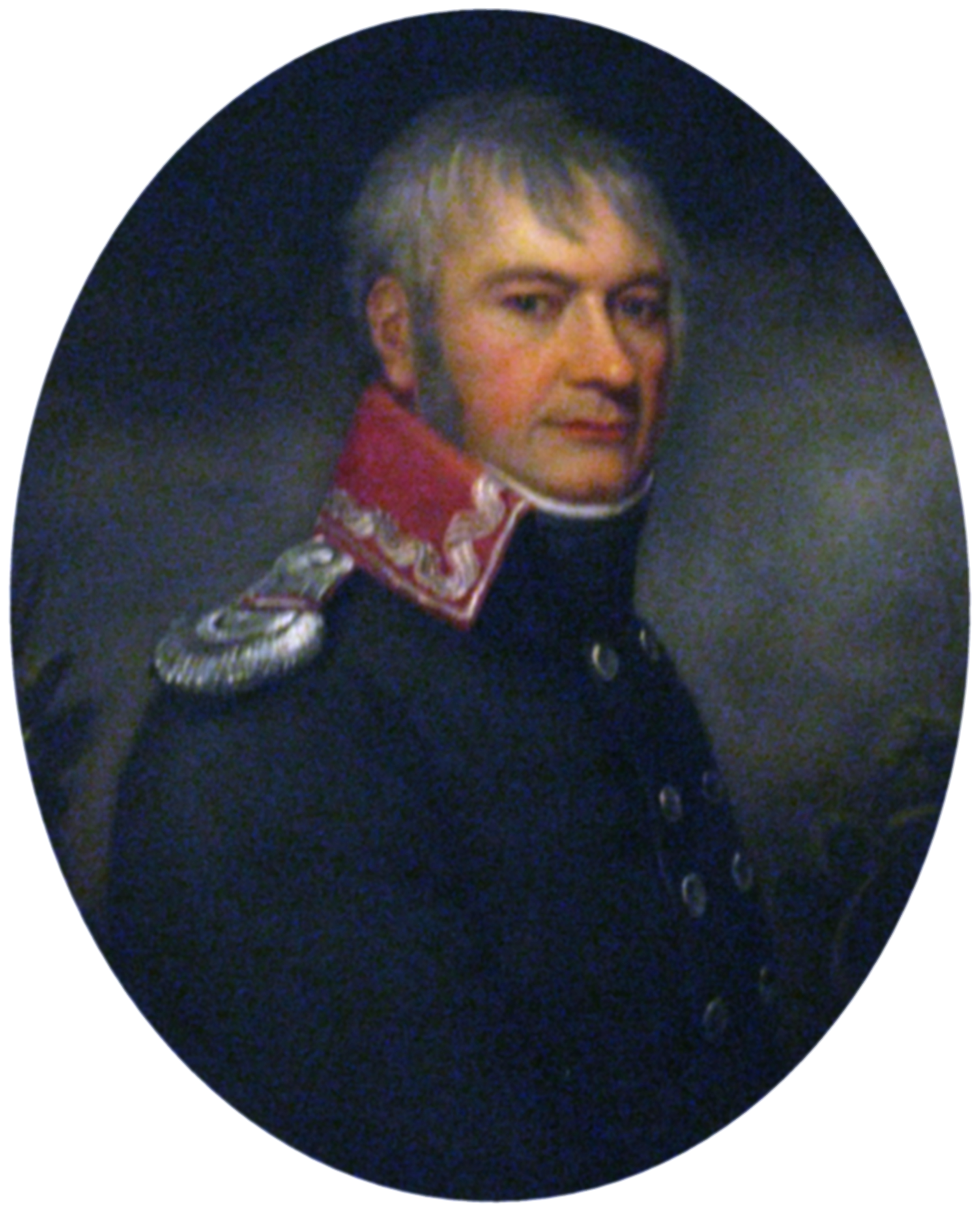
Gen. Józef Wielhorski – zastępca ministra wojny Księstwa Warszawskiego

W 1812, ze względu na przewidywany udział ks. Poniatowskiego jako wodza naczelnego wojsk Księstwa w kampanii rosyjskiej, powołano stanowisko zastępcy ministra, którym został gen. Józef Wielhorski.
Wymienione zadania minister wykonywał z pomocą swego urzędu – Ministerium Wojny, posiadającego rozbudowaną organizację wewnętrzną. W jego skład wchodziły:
- sekretariat generalny
- wydziały (2, a przez pewien czas 5), dzielące się na biura i oddziały
- w 1811 dodatkowo utworzono dwie dyrekcje generalne: jedną dla administracji wojskowej, drugą dla „popisów wojskowych” (inspekcji, kontroli i ewidencji).

Akta Ministerium zostały odziedziczone przez Komisję Rządową Wojny Królestwa Polskiego i podzieliły losy jej dokumentacji aktowej, która w okresie międzywojennym rozdzielona była pomiędzy Archiwum Główne Akt Dawnych i Archiwum Akt Dawnych – w tym drugim znajdowały się rodowody pułków. Całość została zniszczona, bez militarnego uzasadnienia, przez wojska niemieckie w 1944.

## Umundurowanie
Umundurowanie wojsk Księstwa Warszawskiego oparte było na wzorach zaborców, jak i wojsk napoleońskich, a także częściowo polskim wojsku przedrozbiorowym (Kawalerii Narodowej). Regulowały je 2 regulaminy z dnia 2 marca 1807 oraz z dnia 3 września 10. Pomimo istnienia tych regulaminów występowały odstępstwa związane z dostępnością materiałów i początkowo korzystano z umundurowania z pruskich magazynów. Elementem narodowym wyróżniającym żołnierzy części formacji (fizylierów, woltyżerów, ułanów i szwoleżerów) była czapka rogatywka.
Cechą wyróżniającą każdego pułku jest jego barwa i broń. W piechocie Księstwa Warszawskiego pułki różniły się orłami, kitami i kordonami nakryć głowy, numerami pułków na guzikach oraz sztandarem z orłem.
Zdecydowana większość pułków nie posiadała jednolitego umundurowania do 1810, czyli do czasu wydania w Warszawie „Przepisu ubiorów dla wojsk i administracyów wojennych Księstwa Warszawskiego”. Przepis ten jednak był dziełem zbyt ogólnym. W pewnym stopniu miał też dobre strony, ponieważ ujednolicał umundurowanie wojsk Księstwa Warszawskiego. Ostatnim znanym nam dopełnieniem przepisów wojskowych był „Dodatek do przepisu musztry dla piechoty Księstwa Warszawskiego” z 1812.

## Wojsko Księstwa do 1809

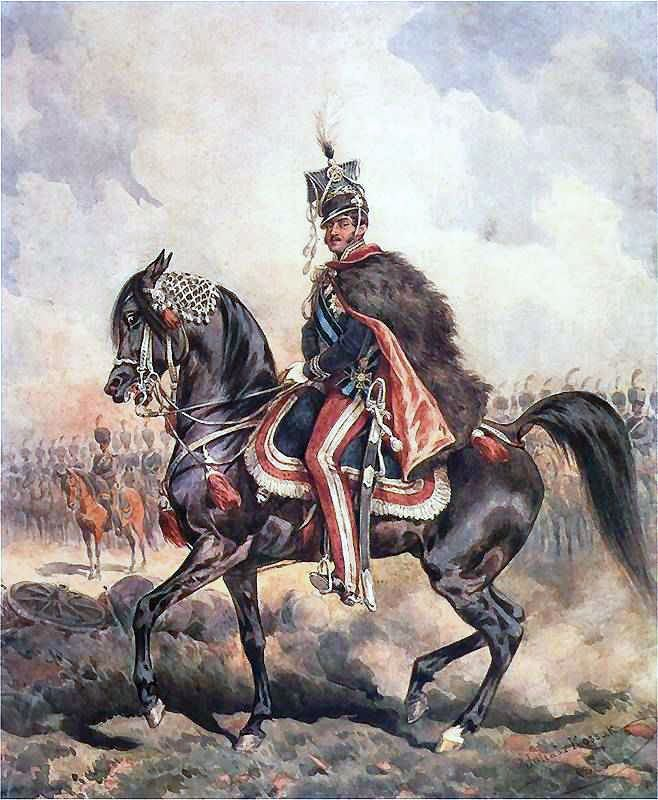
Książę Józef Poniatowski – naczelny wódz Armii Księstwa (Portret księcia Józefa na koniu, mal. Juliusz Kossak, 1879)

### Skład
Stan armii Księstwa wynosił 31 317 żołnierzy, 6035 koni w trzech dywizjach.
W Księstwie stacjonowało jedynie ok. 14 000 żołnierzy. Cztery pułki Legii Nadwiślańskiej, pułk lansjerów, trzy pułki piesze Dywizji Polskiej oraz 1 Pułk Szwoleżerów-Lansjerów Gwardii Cesarskiej walczyły w Hiszpanii. W twierdzy gdańskiej stacjonowały 11 i 12 pułk piechoty, w Częstochowie i w Kostrzynie nad Odrą 5 pułk piechoty, a na Pomorzu 4 pułk strzelców konnych.
- 1 Dywizja – dowódca ks. Józef Poniatowski
  - 1 pułk piechoty – d-ca płk Kazimierz Małachowski (1642 żołnierzy)
  - 2 pułk piechoty – d-ca płk Stanisław Potocki (1742 żołnierzy)
  - 3 pułk piechoty – d-ca płk Edward Żółtowski (1927 żołnierzy)
  - 4 pułk piechoty – d-ca płk Feliks Potocki (wziął dymisję latem 1809), a następnie płk Maciej Wierzbiński, płk Tadeusz Woliński i płk Cyprian Zdzitowiecki, pułk od 1808 roku na żołdzie francuskim walczył w Hiszpanii 1808–1811
  - 1 pułk strzelców konnych – płk Przebendowski (730 żołnierzy)
  - 2 pułk ułanów – d-ca Tadeusz Tyszkiewicz (800 żołnierzy)
  - 1 batalion artylerii pieszej
  - 1 kompania artylerii konnej

- 2 Dywizja – dowódca gen. Józef Zajączek
  - 5 pułk piechoty – d-ca płk Michał Gedeon Radziwiłł (1500 żołnierzy)
  - 6 pułk piechoty – płk Jan Kanty Julian Sierawski (1346 żołnierzy)
  - 7 pułk piechoty (stacjonował w Ostrowie) – płk Maciej Sobolewski (1781–1809), pułk od 1808 roku na żołdzie francuskim walczył w Hiszpanii 1808–1811
  - 8 pułk piechoty – płk Cyprian Godebski (1500 żołnierzy)
  - 3 pułk ułanów – płk Józef Benedykt Łączyński (760 żołnierzy)
  - 4 pułk strzelców konnych – Wojciech Męciński
  - 2 batalion artylerii pieszej

- 3 Dywizja – dowódca gen. Jan Henryk Dąbrowski
  - 9 pułk piechoty płk Antoni Sułkowski, pułk od 1808 roku na żołdzie francuskim walczył w Hiszpanii 1808–1811
  - 10 pułk piechoty (do 1807 pn. 2 pułk piechoty Legii Poznańskiej) d-ca mjr Antoni Downarowicz, od 21 lipca 1809 płk Bazyli Wierzbicki
    - 1 batalion (stacjonował w Gdańsku, na żołdzie fr.) – kpt. Antoni Parys
    - 2 batalion (stacjonował w Gdańsku, na żołdzie fr.) – mjr Antoni Downarowicz
    - 3 batalion (utworzony w maju 1809, stacjonował w Łęczycy)

  - 11 pułk piechoty – Stanisław Kostka Mielżyński
  - 12 pułk piechoty – płk Jan Weyssenhoff (1102 żołnierzy)
  - 5 pułk strzelców konnych – płk Kazimierz Turno (505 żołnierzy)
  - 6 pułk ułanów – płk Dominik Dziewanowski (709 żołnierzy)
  - 3 batalion artylerii pieszej
    - trzy kompanie artylerii konnej
    - kompania saperów
    - kompania pociągów (taborów)

Liczba żołnierzy – stan liczebny w przeddzień bitwy pod Raszynem

### Działania zbrojne
9 kwietnia 1809 rozpoczęła się wojna francusko-austriacka. Na ziemie Księstwa Warszawskiego uderzył VII Korpus wojsk austriackich pod dowództwem arcyksięcia Ferdynanda d’Este. Wojsko polskie pomniejszone prawie o połowę, pozbawione doborowych pułków jazdy polskiej i piechoty stacjonujących poza granicami państwa musiało stawić czoło przeważającym liczebnie oddziałom wojsk austriackich.

## Wojsko Księstwa w latach 1809–1812

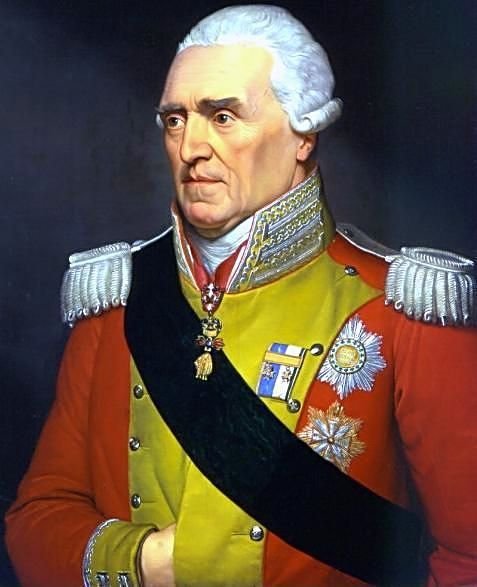
Książę warszawski Fryderyk August I

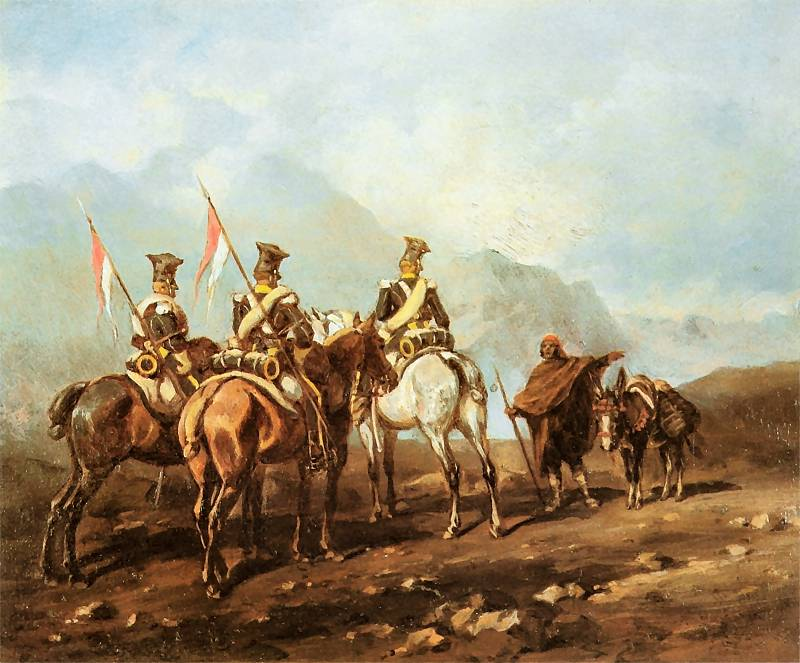
Rekonesans w Hiszpanii

14 października 1809 został podpisany pokój w Schönbrunnie. Postanowienia jego zwiększały obszar Księstwa Warszawskiego (XW) niemal 2-krotnie, dołączając do niego Nową Galicję wraz z Krakowem. Armia, mimo poniesionych strat, mogła się rozwijać. Już w toku wojny polsko-austriackiej formowano pułki „francusko-galicyjskie”. Powstało sześć pułków piechoty i dziesięć pułków jazdy.
- Pułk 2 ułanów – wystawiony kosztem Rozwadowskiego „i mieszkańców”, przemianowany rozkazem z 7 grudnia 1809 na Pułk 8 ułanów XW
- Pułk 4 ułanów – wystawiony we Lwowie kosztem hr. Adama Potockiego i mieszkańców Lwowa, przemianowany rozkazem z dnia 7 grudnia 1809 na Pułk 11 ułanów XW
- Pułk 5 ułanów – wystawiony kosztem Ryszczewskiego i obywateli Podola austriackiego i rosyjskiego, przemianowany rozkazem z dnia 7 grudnia 1809 na Pułk 12 ułanów XW
- Pułk 6 ułanów – wystawiony kosztem Trzcielskiego i obywateli Podola austriackiego i rosyjskiego, przemianowany rozkazem z dnia 7 grudnia 1809 na Pułk 15 ułanów XW
- Pułk 7 ułanów – wystawiony kosztem Tarnowskiego i obywateli Podola austriackiego i rosyjskiego, przemianowany rozkazem z dnia 7 grudnia 1809 na Pułk 16 ułanów XW
- Pułk 1 huzarów – pod dowództwem Tollińskiego, wystawiony kosztem cyrkułu lubelskiego, zamojskiego, bialskiego i stanisławowskiego, przemianowany rozkazem z dnia 7 grudnia 1809 na Pułk 13 huzarów XW.

Natomiast ta część piechoty galicyjsko-francuska, która wywodzi się z ziem wyzwolonych w wyniku wojny austriacko-polskiej sformowana była następująco:
- Pułk 1 piechoty – płk Sznajder wystawiony kosztem cyrkułu lubelskiego, zamojskiego, bialskiego i stanisławowskiego, przemianowany potem na 13 pułk piechoty XW
- Pułk 5 piechoty – płk Konstanty Czartoryski, wystawiony kosztem księcia Konstantego Czartoryskiego, przemianowany potem na 16 pułk piechoty XW
- Pułk 6 piechoty – płk Józef Hornowski, wystawiony kosztem ordynata Zamoyskiego w dobrach Ordynacji Zamoyskich, przemianowany potem na 17 pułk piechoty XW.

Rozkazem z 23 listopada nastąpiła reorganizacja armii. Podzielona została ona na dwie dywizje, w skład których wchodziły wszystkie rodzaje broni. 7 grudnia zaś książę warszawski Fryderyk August III wydał dekret ustalający liczebność armii na 60 000 (z oddziałami pozostającymi na żołdzie francuskim).
W marcu 1810 wprowadzono podział na 4 okręgi obejmujące po 2 lub 3 departamenty z siedzibami w Warszawie, Poznaniu, Lublinie i Radomiu. Na czele okręgów stali generałowie: Józef Zajączek, Jan Henryk Dąbrowski, Ludwik Kamieniecki i Michał Sokolnicki. Ich władza wybiegała znacznie poza funkcje administracyjne. Należały bowiem do nich sprawy szkoleniowe, wywiadowcze i organizacyjne.
Po zakończeniu tej reorganizacji armia Księstwa liczyła 17 pułków piechoty, 16 pułków jazdy, korpus artylerii i inżynierii. W kawalerii, sformowano nowe, dotychczas nieznane formacje: dwa pułki huzarów, oraz pułk ciężkiej jazdy – kirasjerów. W skład artylerii wchodziły: pułk artylerii pieszej i pułk artylerii konnej, kompania rzemieślnicza i batalion saperów.
1 Dywizja – gen. Józef Zajączek
- brygada Michała Sokolnickiego
- brygada Wincentego Aksamitowskiego
- brygada Józefa Niemojewskiego
- brygada Maurycego Hauke
- brygada Łukasza Biegańskiego

2 Dywizja – gen. Jan Henryk Dąbrowski
- brygada Ludwika Kamienieckiego
- brygada Stanisława Wojczyńskiego
- brygada Izydora Krasińskiego
- brygada Michała Piotrowskiego
- brygada Michała Kamieńskiego

W maju 1811 na żądanie cesarza wojsko Księstwa przeszło kolejną reformę administracyjną. Podzielono je na cztery dywizje, w tym trzy pod komendą księcia Poniatowskiego, a czwarta w dyspozycji marszałka Davouta (stacjonująca w Gdańsku). Dwie dywizje były czteropułkowe, pozostałe dwie trzypułkowe. Każda dywizja piechoty (w Księstwie) posiadała dwupułkową brygadę jazdy oraz kompanię saperów, każdy pułk pieszy otrzymał dwa działa. Artylerię dywizyjną stanowiła kompania artylerii konnej (sześć dział) i kompania artylerii pieszej (osiem dział). Pozostałe pułki jazdy tworzyły brygadę jazdy. W pułku rezerwowym artylerii
znajdowały się dwie kompanie piesze.

## Wojsko Księstwa w latach 1812–1814

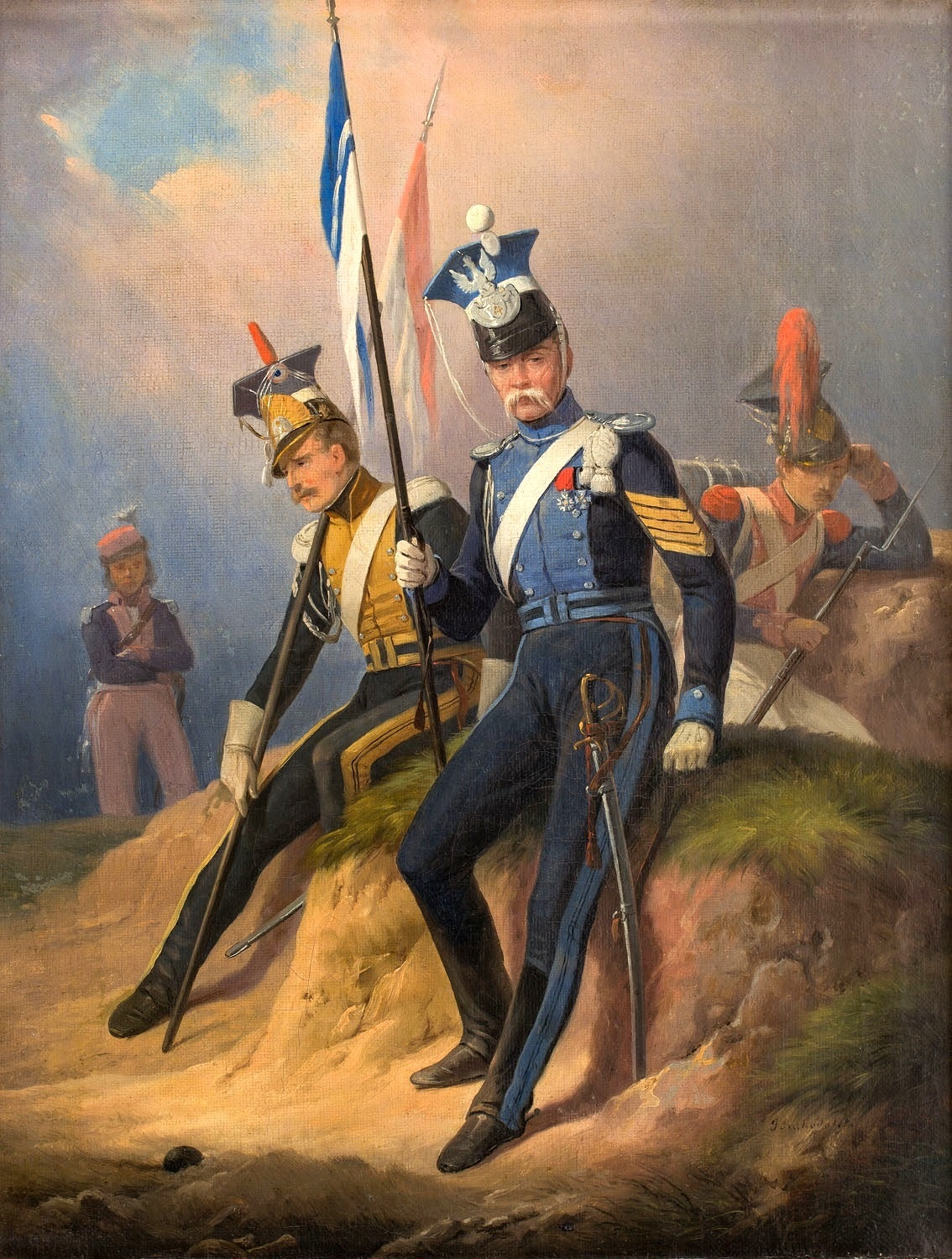
Lansjerzy (ułani) Księstwa Warszawskiego

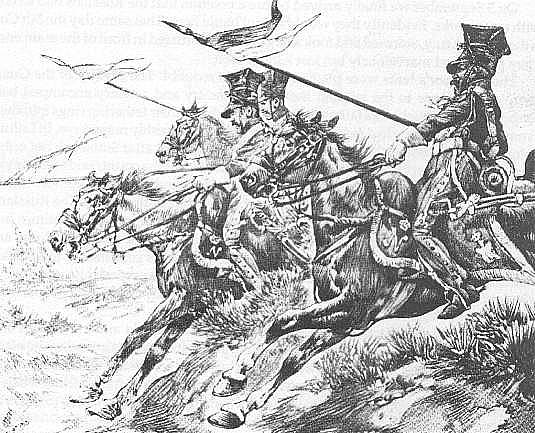
Ułani Księstwa Warszawskiego

U schyłku zimy 1812 nastąpiła nowa reorganizacja armii związana już bezpośrednio z przygotowaniami do drugiej wojny polskiej. 15 stycznia 1812 armia liczyła 49 000 piechoty i 16 000 jazdy. Doliczając wojska na żołdzie francuskim, oddziały gwardii narodowej, pułki litewskie oraz uzupełnienia w czasie trwania kampanii daje to liczbę ponad 100 000 osób pod bronią.
Dekretem Napoleona sformować miano na Litwie pięć pułków piechoty i cztery pułki jazdy. W sumie Litwa wystawiła do walki nieco ponad 15 000 żołnierzy. Padły znamienne słowa Napoleona Ci Polacy (Litwini) są zupełnie różni od Polaków z Poznania.
Wojsko polskie nie stanowiło jednej zwartej całości. W ramach Wielkiej Armii sformowano V korpus pod dowództwem księcia Poniatowskiego.
Pozostałe formacje, zgodnie z decyzją Napoleona, weszły w skład korpusów francuskich.

### Jednostki polskie przydzielone korpusom francuskim
- brygada gen. Michała Gedeona Radziwiłła
  - 5 pułk piechoty
  - 10 pułk piechoty
  - 11 pułk piechoty

w składzie I Korpusu marsz. Louis Nicolas Davouta, a następnie X Korpusu marsz. Étienne Macdonalda
- 4 pułk piechoty „hiszpański”
- 7 pułk piechoty „hiszpański”
- 9 pułk piechoty „hiszpański”

w składzie 28 dywizji gen. Jeana Girarda IX Korpusu marszałka Claude’a-Victora Perrina
- 9 Pułk Ułanów Nadwiślańskich

w składzie dywizji lekkiej gen. Alexandre’a Girardina
- 15 brygada jazdy gen. Józefa Niemojewskiego
  - 6 pułk ułanów
  - 8 pułk ułanów

w składzie Korpusu Rezerwowego Kawalerii gen. Étienne’a de Nansouty’ego
- Dywizja jazdy gen. Aleksandra Rożnieckiego
  - 28 brygada gen. Dominika Dziewanowskiego
    - 2 pułk ułanów
    - 3 pułk ułanów
    - 7 pułk ułanów

  - 29 brygada gen. Kazimierza Turno
    - 11 pułk ułanów
    - 15 pułk ułanów
    - 16 pułk ułanów

w składzie IV Korpusu Rezerwowego Kawalerii gen. Marie Victora Nicolasa La Tour Maubourga.
- 10 pułk huzarów

przydzielony do II Korpusu gen. Louis Pierre’a Montbruna
- 14 pułk kirasjerów

został przydzielony do 7 dywizji ciężkiej jazdy gen. Jeana Lorge’a
- Legia Nadwiślańska gen. Józefa Chłopickiego (trzy, a następnie cztery pułki) weszła w skład Gwardii Cesarskiej marszałka Jeana-Baptiste’a Bessièresa
- 1 Pułk Szwoleżerów-Lansjerów Gwardii Cesarskiej
- 7 Pułk Szwoleżerów-Lansjerów (wcześniej Pułk Lansjerów Legii Nadwiślańskiej)
- 8 Pułk Szwoleżerów-Lansjerów (wcześniej 2 Pułk Ułanów Nadwiślańskich) – Tomasza Łubieńskiego

wchodziły również w skład Wielkiej Armii.

#### Galeria wybranych dowódców francuskich

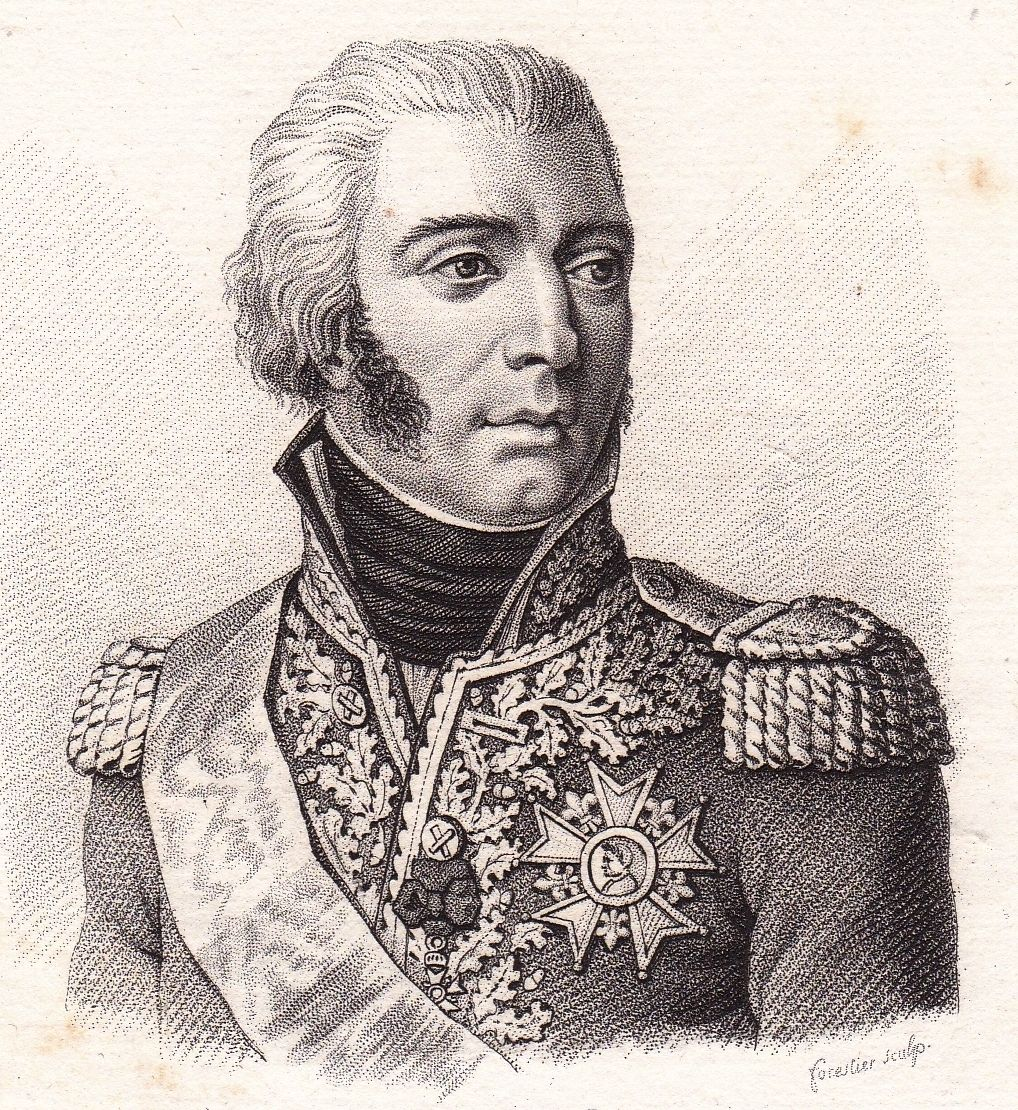
Jean-Baptiste Bessières
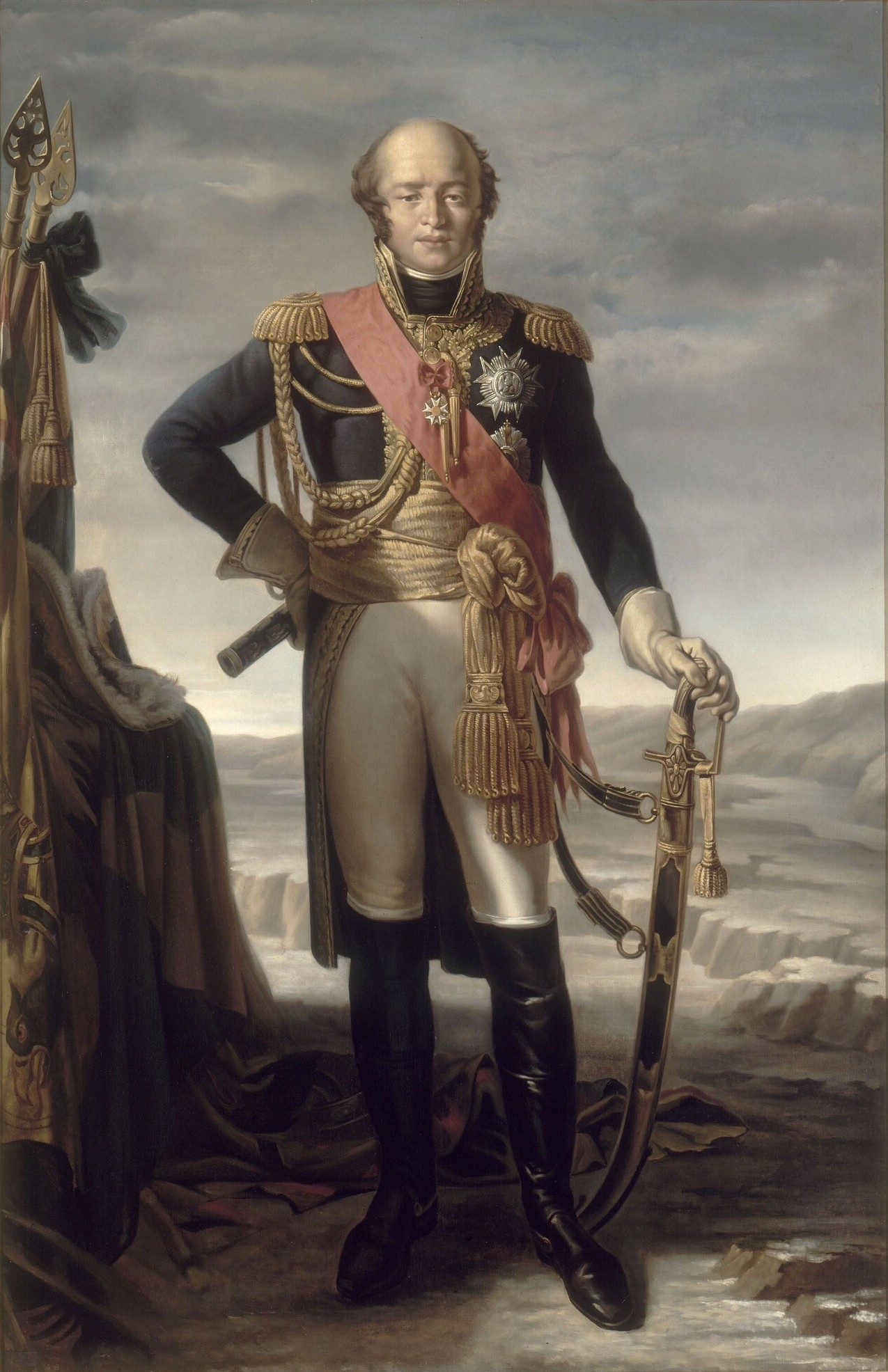
Louis Nicolas Davout
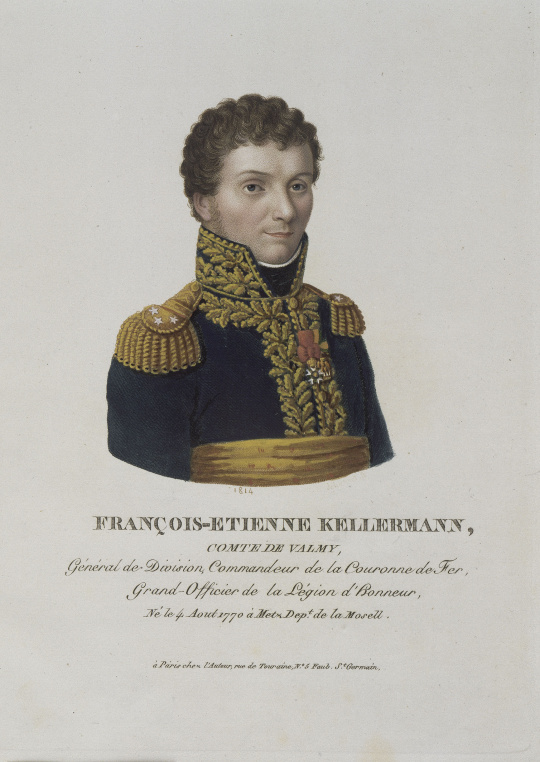
François Étienne Kellermann
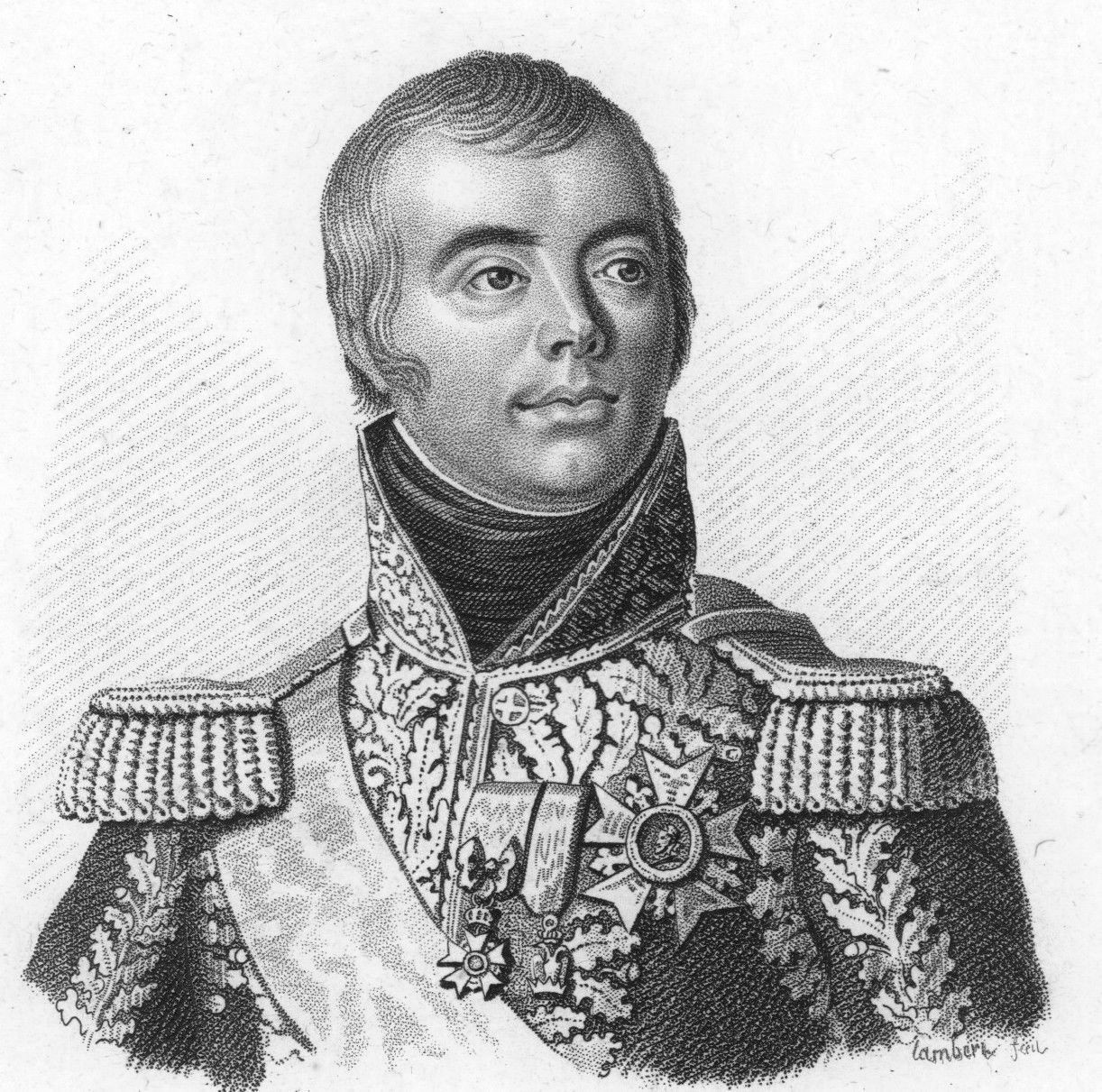
Étienne Macdonald
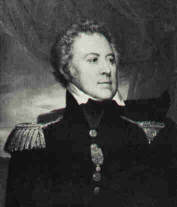
Marie Victor Nicolas de Fay de La Tour Maubourg
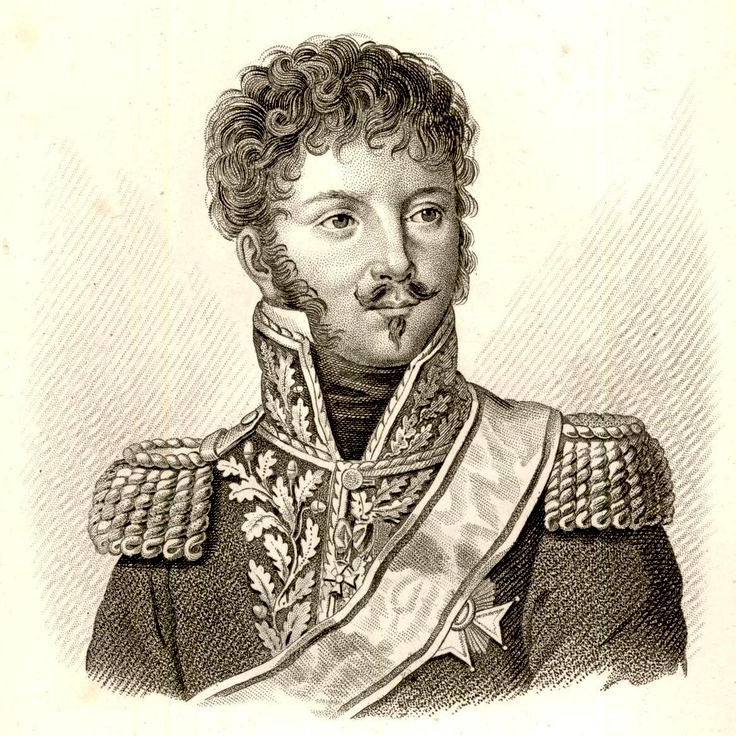
Louis Pierre de Montbrun
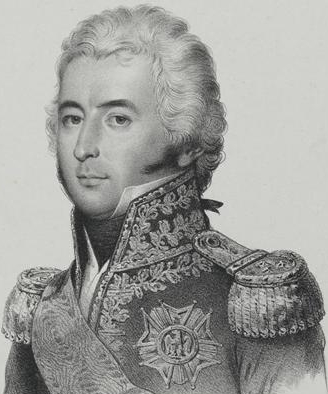
Étienne Marie Antoine Champion de Nansouty
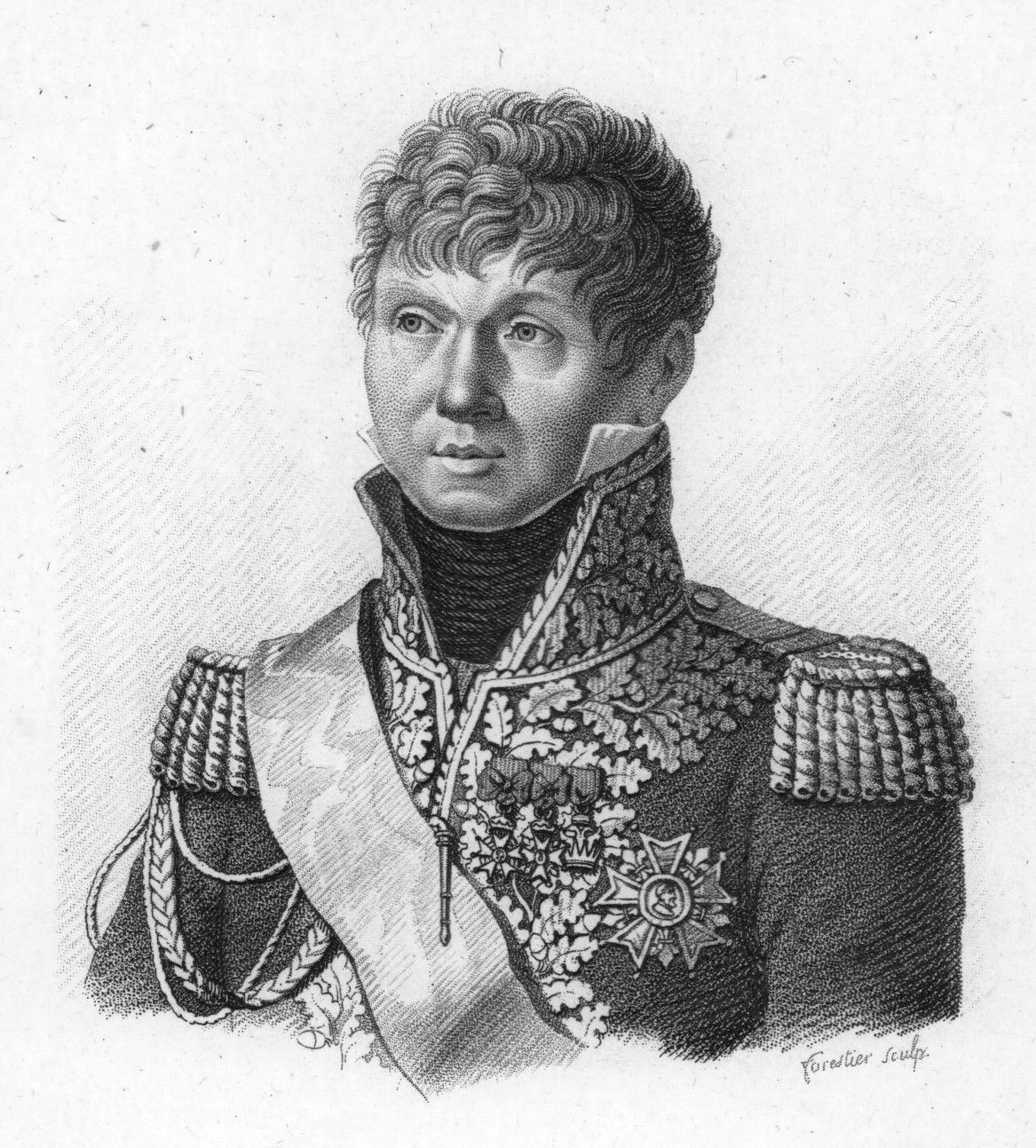
Claude-Victor Perrin

### Działania zbrojne

#### Kampania 1812 roku
Walk wojska polskiego w kampanii moskiewskiej, w związku z ich podziałem do poszczególnych korpusów francuskich, nie można rozpatrywać jako jednolitej formacji zbrojnej. Na wojnę z Rosją ruszyło około 100 000 żołnierzy polskich. Na terenach polskich pozostała tylko Gwardia narodowa i zakłady pułkowe.
V Korpus uczestniczył w operacjach prawego skrzydła Wielkiej Armii, zdobyciu Grodna i źle zorganizowanym pościgu za rosyjską 2 Armią księcia Bagrationa. Straty marszowe korpusu sięgały ⅓ stanów osobowych. Jego oddziały osiągnęły jednak Dniepr i zreorganizowały się pod Mohylewem.

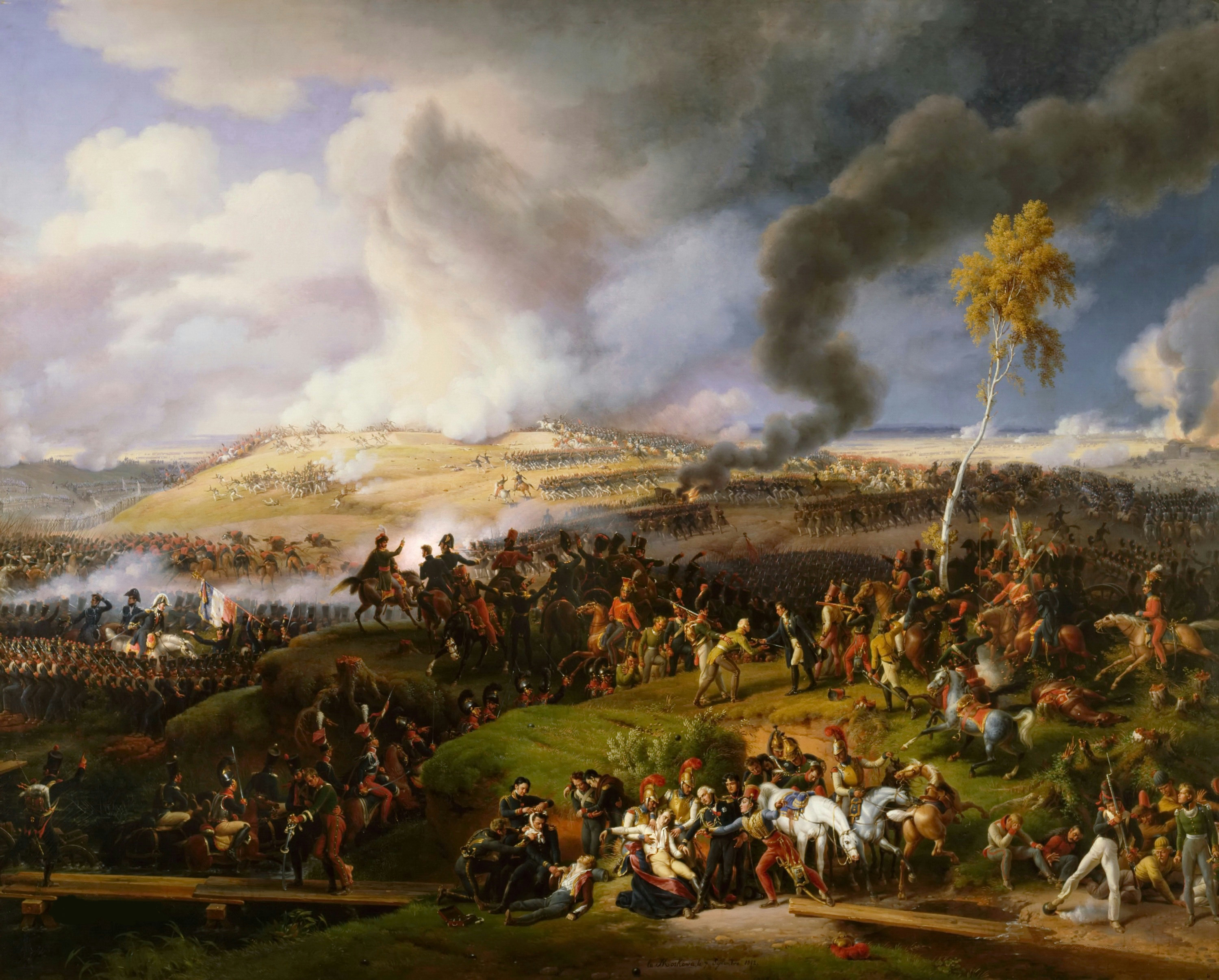
Bitwa pod Borodino

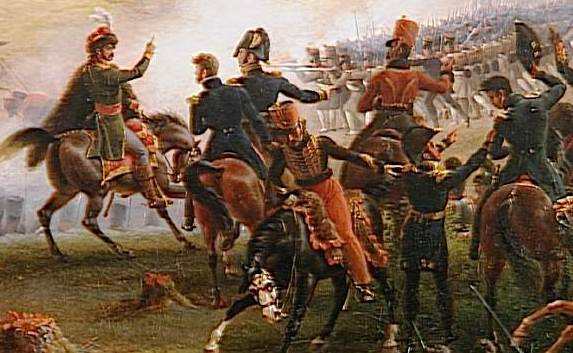
Oddziały Joachima Murata w Moskwie (1812)

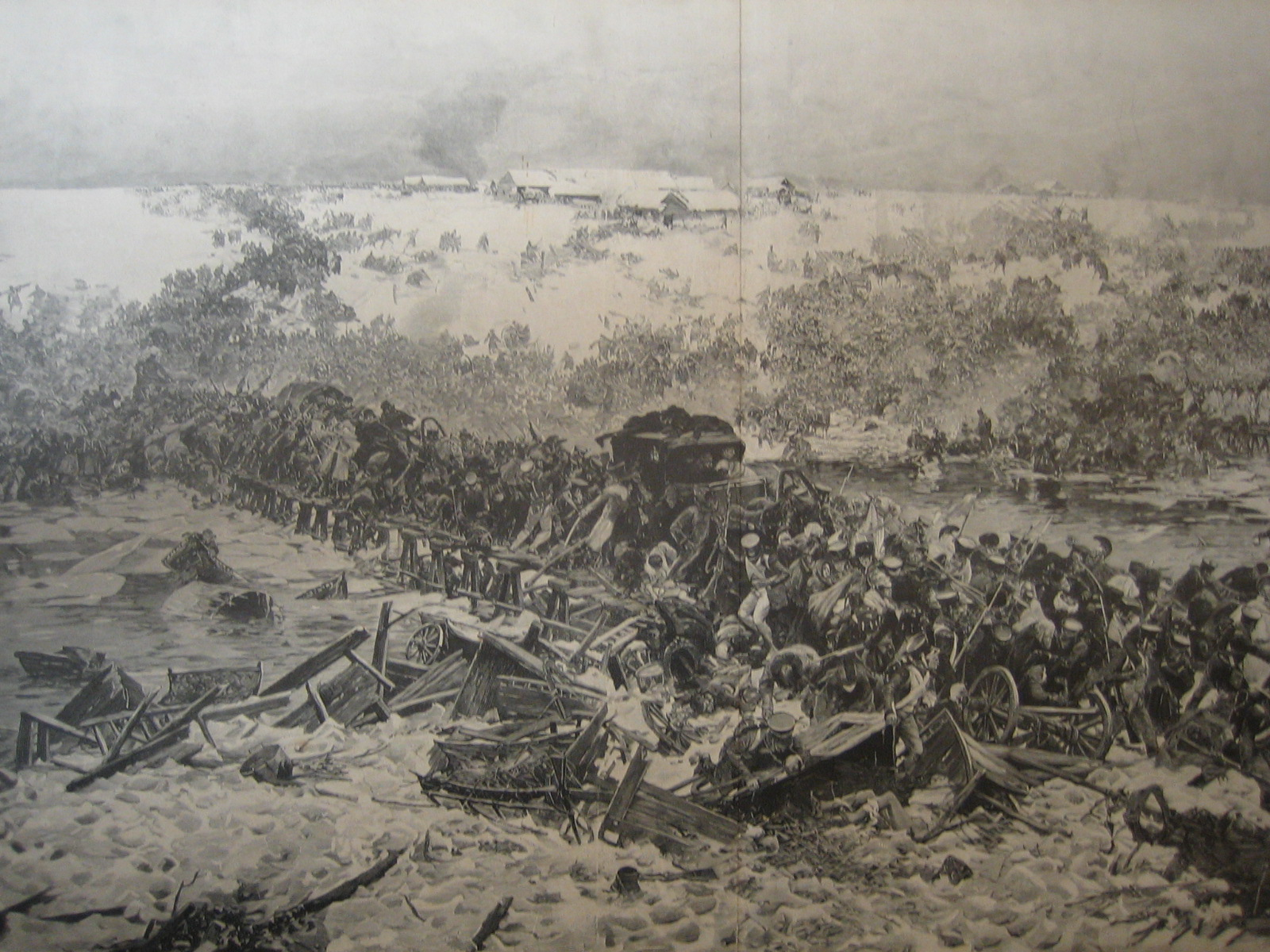
Odwrót spod Berezyny,
(obraz Juliana Fałata)

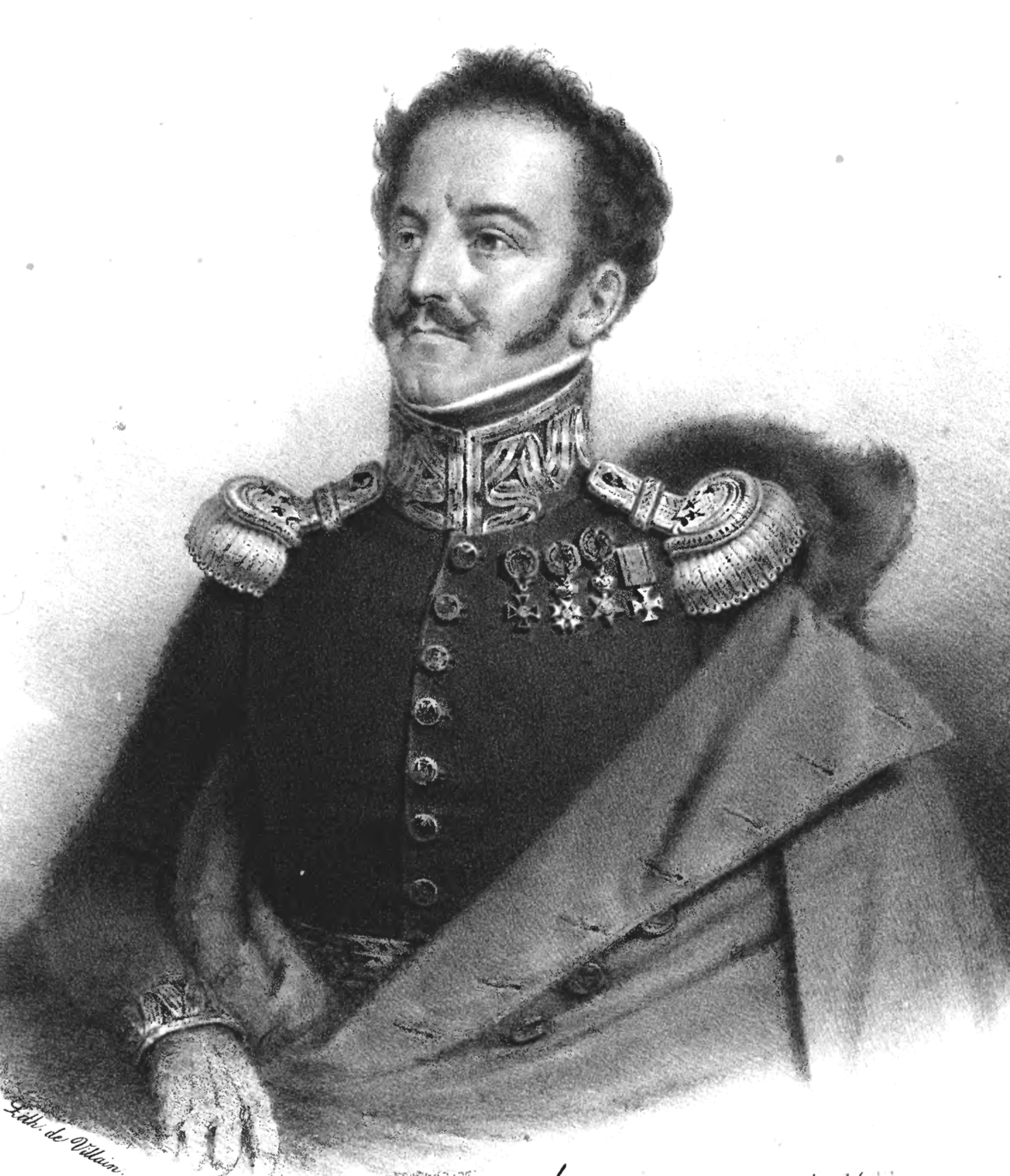
Jan Nepomucen Umiński – organizator i pierwszy dowódca formacji krakusów

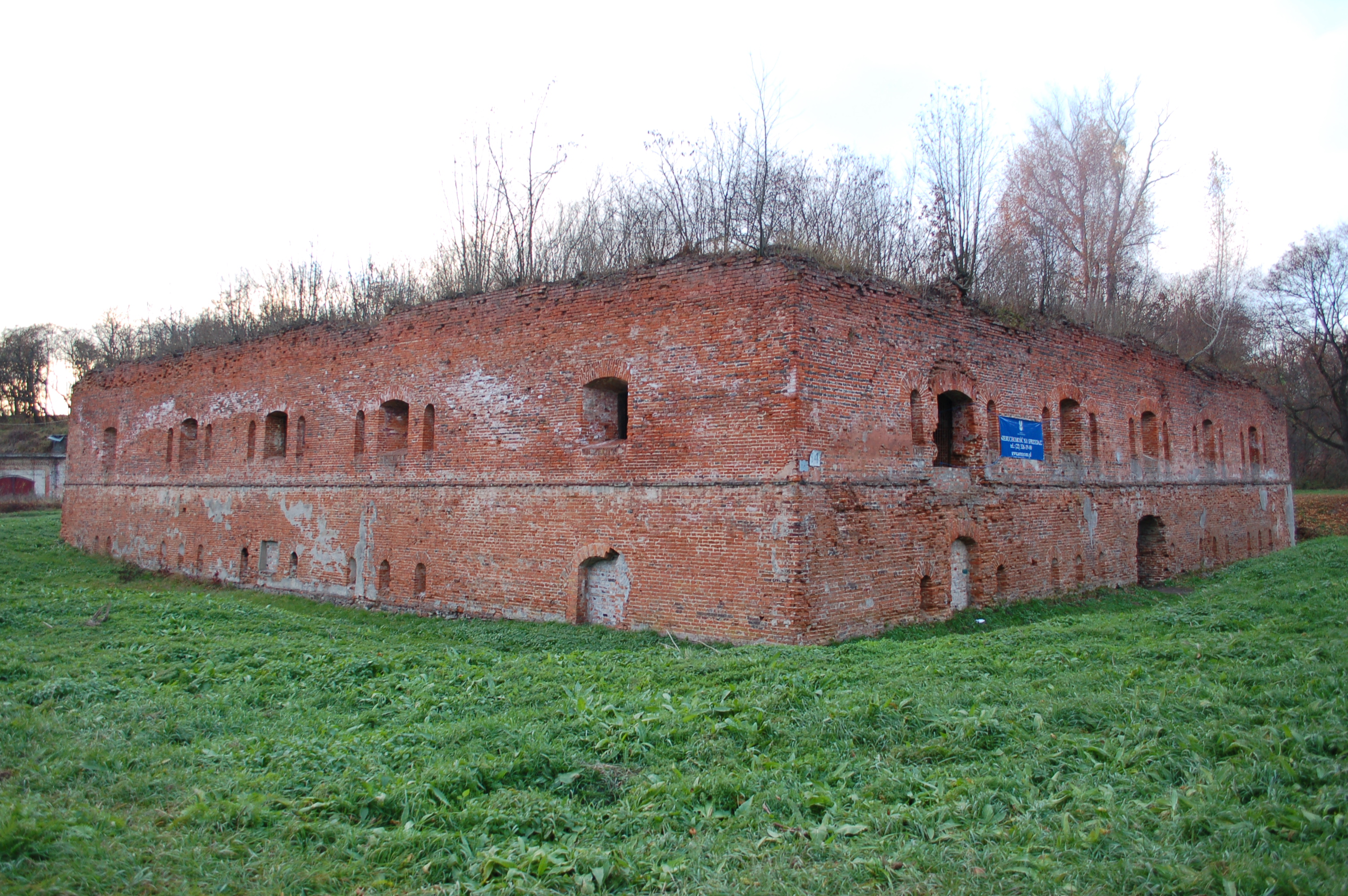
Twierdza Modlin – działobitnia por. Kołaczkowskiego, zwana także Redutą Napoleońską

Dywizja jazdy generała Aleksandra Rożnieckiego doznała ciężkiej porażki pod Mirem. Inne oddziały jazdy uczestniczyły w operacjach cesarza przeciw rosyjskim siłom głównym i wkroczyły do Wlina. 6. i 8 pułk ułanów walczyły z powodzeniem pod Ostrownem niedaleko Witebska.
W sierpniu 1812 maszerując na Smoleńsk korpus polski (bez dywizji Dąbrowskiego przegrupowanej w rejon Bobrujska) stanowił prawą boczną kolumnę marszową. W bitwie z 17 sierpnia z armią Barclaya, korpus wykonała atak ze skrzydła i odcięła Rosjan od mostów. W walce o miasto zginął gen. Grabowski, a gen. Zajączek został ranny. W nocy piechota polska jako pierwsza weszła do płonącego Smoleńska.
W marszu na Moskwę korpus polski stanowił nadal prawą kolumnę. 5 września wyszedł na lewe, wysunięte skrzydło armii rosyjskich, dowodzonych przez Kutuzowa. Wojska przeciwnika przyjęły ugrupowanie bojowe i stały gotowe do bitwy pod wsią Borodino.
7 września Napoleon postawił Poniatowskiemu zadanie obejścia ugrupowania rosyjskiego starym traktem smoleńskim przez wieś Utica i wyjścia na tyły lewego skrzydła przeciwnika.
Do opuszczonej Moskwy wkroczyła jazda Joachima Murata. Na jej czele znajdowali się osławieni we wcześniejszych bojach „złoci huzarzy” Jana Nepomumucena Umińskiego (10 pułk huzarów).
Po krótkim odpoczynku w Moskwie V Korpus rozpoczął pościg za armiami Kutuzowa. Te, wycofując się, zeszły z traktu riazańskiego na Kałużki stwarzając zagrożenie odcięcia dróg zaopatrzenia i odwrotu dla całej Wielkiej Armii. Napoleon zlecił V korpusowi przegrupować się pod Podolsk i tym samym zmusić Rosjan do walnej bitwy. Pod Czyrikowem miała miejsce „druga polska bitwa” (po smoleńskiej).
W następnych dniach bił się korpus w bitwie pod Winkowem (Tarutinem), gdzie 2 pułk piechoty uratował od niechybnej niewoli „cara francuskiej jazdy” księcia Joachima.
W odwrocie rola wojsk polskich jeszcze wzrosła. Biły się pod Wiaźmą i pod Krasnem. Nad Berezyną szczątki korpusu (800 ludzi, ale prawie cała artyleria) połączyły się z dywizją Dąbrowskiego, która to na próżno usiłowała pod Borysowem zatrzymać uderzającą na tyły Wielkiej Armii „mołdawską” armię Cziczagowa.
Ogółem z 80 000 wojsk Księstwa (bez gwardii narodowych) ocalało około 15 000, z wojsk litewskich 5000, z wojsk francusko-polskich około 3000. Poległo trzech polskich generałów a siedmiu zostało rannych.

#### Kampanie 1813 roku

##### Odbudowa, reorganizacja i odwrót z Księstwa
Mimo totalnej klęski książę Poniatowski przystąpił do odtwarzania armii. Stosując metody kościuszkowskie: intensywny pobór dymowy i wcielając bataliony gwardii narodowej do pułków liniowych uzyskał początkowo doskonałe efekty. Stary żołnierz tworzył doskonałe kadry, a rekrut prędko stawał się starym żołnierzem. Wielki efekt osiągnięty został w departamentach nieodciętych przez przesuwającą się linię frontu. Później jednak okazało się, że brak czasu i funduszy na wyposażenie i umundurowanie świeżego rekruta spowodował liczną dezercję wobec konieczności wyboru opuszczenia Ojczyzny przez Wojsko Polskie. Ostatecznie świeży pobór w wielu przypadkach był doposażony i umundurowany już poza terenami Księstwa Warszawskiego, a sprawność bojowa została osiągnięta przed kampanią jesienną 1813 roku.
Już 9 lutego 1813 wykazał książę w raporcie do Napoleona istnienie dywizji kawalerii pod dowództwem gen. Jana Pawła Sułkowskiego
Nowością w wojsku stali się krakusi, spadkobiercy kosynierów kościuszkowskich. Improwizowana jazda lekka na wytrzymałych konikach, która oddała nieocenione usługi Napoleonowi zyskując miano „polskich kozaków”.
Dekretem z marca 1813 Napoleon tworzy z wojsk polskich nowy VIII korpus Wielkiej Armii i oddaje go pod komendę księcia Poniatowskiego. Reorganizacja korpusu nastąpiła w rejonie Żytawy (Zittau) na mocy kolejnego dekretu cesarskiego z 27 czerwca 1813.
Jazda polska utworzyła osobny IV Korpus Rezerwowy pod dowództwem gen. François Étienne Kellermanna.
Na terytorium Saksonii reorganizowała się dawna 17 Dywizja gen. Dąbrowskiego. Po wzmocnieniu resztkami brygady pieszej Edwarda Żółtowskiego i jazdy Jana Krukowieckiego liczyła ok. 5000 żołnierzy i przeniesiona do Wetzlar przyjęła nazwę „Dywizji Obserwacyjnej”. Podobnie jak 40 Dywizja, złożona z resztek Legii Księstwa Warszawskiego, nie została podporządkowana ks. Poniatowskiemu.
Nadto na terenie Poznania reorganizowała się dawna Dywizja Polska, w skład której wchodziły pułki walczące w latach 1808–1811 w Hiszpanii, to jest: 4 Pułk Piechoty Księstwa Warszawskiego, 7 Pułk Piechoty Księstwa Warszawskiego, 9 Pułk Piechoty Księstwa Warszawskiego. W tym samym rejonie reorganizowana była Legia Nadwiślańska o pierwotnej sile 4 pułków piechoty. Jednostki te wycofały się wraz z księciem Eugeniuszem de Beauharnais za Odrę i brały udział w kampanii wiosennej 1813, aby później wejść w skład Dywizji pod dowództwem gen. Jana Henryka Dąbrowskiego.
Inne formacje reorganizujące się w Saksonii to 1 Pułk Szwoleżerów-Lansjerów Gwardii Cesarskiej, 7 i 8 pułki lansjerów, 17 i 19 pułki ułanów litewskich oraz batalion starej gwardii płk Stanisława Kurcyusza. Jako nowa formacja powstał tu polski batalion grenadierów gwardii cesarskiej.
W kraju pozostały załogi twierdz: gdańskiej, zamojskiej, toruńskiej, modlińskiej i częstochowskiej.
Wobec marszów korpusów rosyjskich, przekroczenia linii Wisły w północnej jej części i Bugu, a także tajnych układów pomiędzy Austrią i Rosją początkowo minister wojny, książę gen. Józef Poniatowski brał pod uwagę współdziałanie z praktycznie niezniszczonym korpusem austriackim ks. Schwarzenberga, który jak później okazało się spychał wojsko z terenu Księstwa Warszawskiego, zawężając obszar poboru i reorganizacji. Rosjanie przekraczając linię Wisły i maszerując w kierunku na Piłę oraz Poznań bili oddziały stojące na leżach zimowych w Rogoźnie, pod Kaliszem i zdobywając Twierdzę Jasnogórską. Ten kierunek działań dał pretekst do odwrotu oddziałów Wielkiej Armii koncentrujących się w Poznaniu, a tym samym odciął korpus księcia gen. Józefa Poniatowskiego znajdujący się w kwietniu i maju 1813 roku w Małopolsce.
Tym razem Księstwo Warszawskie stanęło u boku cesarza siłą ok. 30 000 żołnierzy.

##### Kampania wiosenna
Odtworzone przez Napoleona wojska rozpoczęły krótką, ale zwycięską kampanię saksońską. Bezpośredni w niej udział brały pułki polskich lansjerów i szwoleżerowie.
7 maja opuścił kraj VIII Korpus i udał się ku Wielkiej Armii. Gen Michał Sokolnicki spóźnił się z wezwaniem Napoleona (12 maja), by na tyłach przeciwnika prowadzić działania partyzanckie. Sławetne słowa „Idę do Polski i dla Polski, tam się mają połączyć ze mną Polacy...” nigdy nie urzeczywistniły się. Książę Poniatowski kontynuował swój marsz do Saksonii.

##### Kampania jesienna

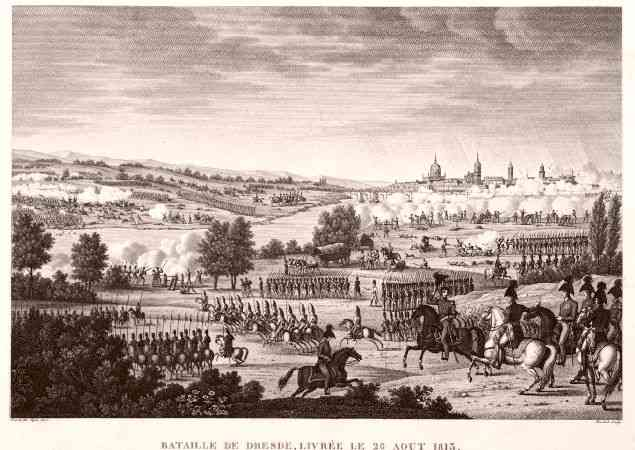
Bitwa pod Dreznem

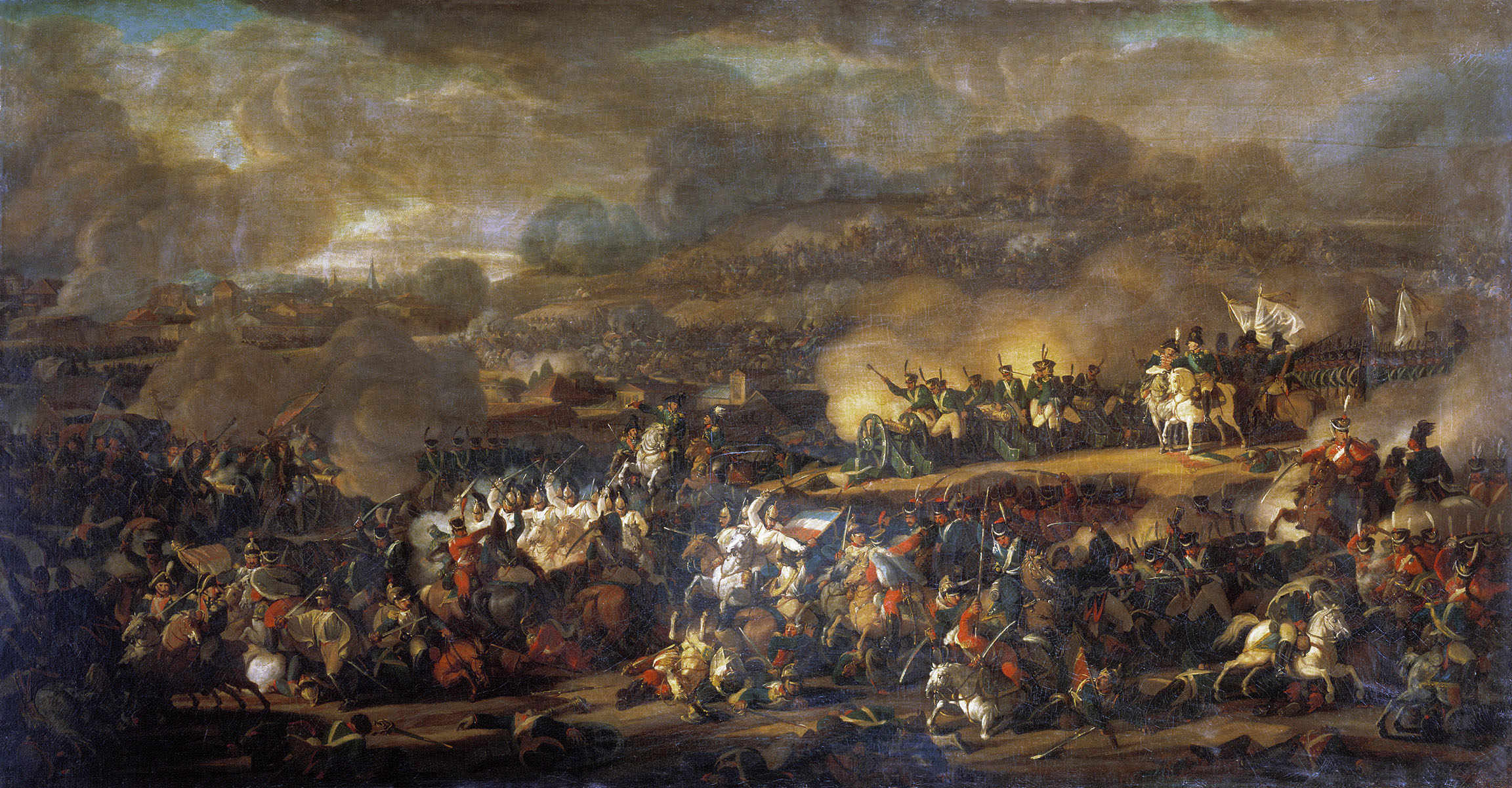
Bitwa pod Lipskiem

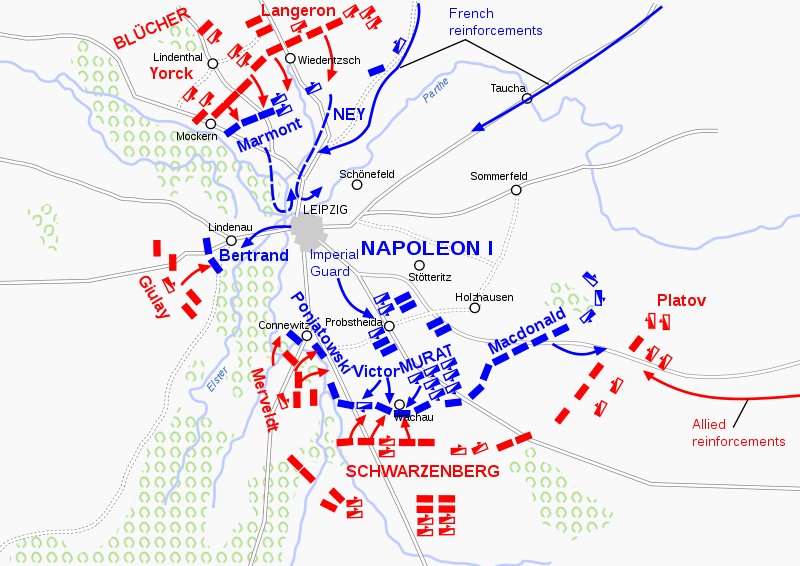
Plan bitwy – 16 października 1813

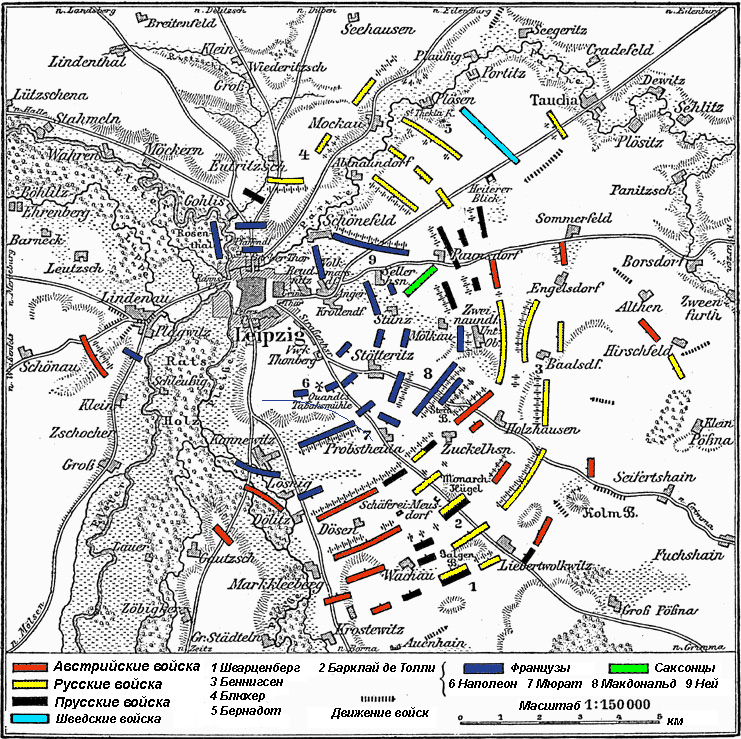
Mapa rozmieszczenia wojsk pod Lipskiem 18.10.1813

Śmierć księcia Poniatowskiego w Elsterze

Kampania rozpoczęła się krwawym zwycięstwem Napoleona pod Dreznem.
Polskie oddziały wystąpiły w kampanii oddzielnie: Poniatowski z korpusami VIII i IV jazdy odwodowej, a Dąbrowski ze swoją dywizją. Z obu tych grup często bywały odkomenderowywane do innych korpusów brygady lub pojedyncze pułki jazdy.
Piechota polska broniła Wittenbergi, korpus księcia Józefa walczył pod Ebersdorfem i Löbau, dywizja Dąbrowskiego pod Jüterbogiem i Dennewitz.
13 września polska jazda obroniła francuską artylerię przed niechybną niewolą. 17 września w bitwie pod Peterswalde szwoleżerowie pod dowództwem Seweryna Fredro szarżowali rozbijając pułk huzarów pruskich i biorąc do niewoli syna marszałka Gebharda Blüchera – Franza.
Sprzymierzeni nauczyli się jednak uchylać od ciosów Napoleona. Wymykali się przed bitwą, gdy stwierdzali jego obecność na danym froncie. Tymczasem pozostałe ich armie zadawały dotkliwe uderzenia operującym przeciw nim innym grupom Wielkiej Armii.
Do rozstrzygającej bitwy musiało jednak dojść. Na Lipsk maszerowała od południa armia Schwarzenberga, od północy, sforsowawszy Łabę, armia Blüchera. Napoleon przerzucił swoje korpusy do Lipska i skoncentrował tu siły przeciwko Schwarzenbergowi. Tak doszło do bitwy pod Lipskiem w dniach 16–18 października 1813. Historia nazwała ją „bitwą narodów”.
Dla wojsk polskich bitwa rozpoczęła się 16 października w godzinach rannych. Na wieś Markkleeberg ruszyło sześć pułków sprzymierzonych. Naprzeciw nich stanęła trzypułkowa dywizja generała Krasińskiego. Po zaciętych walkach zatrzymała ona natarcie Austriaków. Na wschód od niej walczyła 7 Dywizja Jazdy gen. Michała Sokolnickiego. I ona toczyła cały dzień zacięte walki z kawalerią rosyjską odrzucając ją ostatecznie na pozycje wyjściowe. Nad rzeką Pleiße walczyła dywizja gen. Kamienieckiego. I tu nie osiągnął przeciwnik żadnych decydujących sukcesów. Na północ od Lipska dywizja Dąbrowskiego stacjonująca w rejonie wsi Wiederitzsch, wsparta III Korpusem Rezerwowym Jazdy, walczyła przez cały dzień z wojskami gen. Alexandre’a Andrault de Langerona.
Na koniec dnia VIII Korpus miał około 35% strat, dywizja Dąbrowskiego 50%.
Drugi dzień bitwy to dalsza aktywna postawa Polaków. Na odcinku północnym dywizja Dąbrowskiego, uszczuplona o brygadę Krukowieckiego, broniła się skutecznie w okolicach wsi Gohlis i wycofała się w rejon Pfaffendorfu i Rosenthalu, dopiero gdy dywizja gen. Delmasa odsłoniła jej skrzydło.
Trzeci dzień bitwy, 18 października, miał przynieść rozstrzygnięcie. Wkład Polaków w tym dniu był ogromny, a szczególnie dywizji generała Dąbrowskiego zredukowanej już do 2000 żołnierzy, broniących zaciekle Hallischer Thor nad rzeką Parthe. Utrzymanie tej reduty miało kapitalne znaczenie dla całej Wielkiej Armii. Tędy bowiem przechodziła jedyna wolna droga na zachód. Wiedział o tym Napoleon i wspomógł Polaków swoimi odwodami. O 10 rano wzmógł się nacisk nieprzyjaciela na odcinku VIII Korpusu koło Probstheide. Walczyli tu obok Poniatowskiego marszałkowie Augereau i Oudinot. Dywizja Krasińskiego, dywizja konna Sokolnickiego, batalion Kurcyusza i w tym dniu biły się dzielnie nieustannie kontratakując potężniejącego w siły przeciwnika.
Walki 19 października były chyba najkrwawsze, toczone już na ulicach miasta. Na jednym z placów, tuż przy zniszczonym moście, broniła się grupa piechoty polskiej Macieja Rybińskiego; skapitulowała pod warunkiem zatrzymania orłów.
Oddziały polskie VIII Korpusu i wojska marszałka Macdonalda odpierały główne uderzenie nieprzyjaciela i osłaniały odwrót Wielkiej Armii na zachód. W bojach tych VIII Korpus znów poniósł ciężkie straty broniąc zaciekle odcinka Dölitz-Probstheide. Jednak zbyt wczesne zniszczenie mostu na Elsterze spowodowało zgubę wielu oddziałów. W rzece znalazł również śmierć książę Józef Poniatowski, wódz naczelny Wojska Polskiego i najmłodszy marszałek Francji. Jego szczątki doczesne sprowadził do Polski w czerwcu 1814 generał Michał Sokolnicki.
W bitwie lipskiej straty polskie sięgały ok. 7000 zabitych i rannych, ok. 3000 dostało się do niewoli. Z piechoty polskiej ocalało tak niewielu, że później z niedobitków utworzono tylko jeden pułk piechoty.

#### Kampania 1814 roku
W kampanii 1814 wzięły udział następujące jednostki polskie: dwa pułki ułanów (Zygmunta Kurnatowskiego i Tomasza Siemiątkowskiego), pułk Krakusów, pułk piechoty nadwiślańskiej płk Michała Kosińskiego, pięć kompanii artylerii pieszej i konnej, kompania saperów, i dwie kompanie oficerskie. W innych korpusach francuskich znajdował się pułk szwoleżerów, 3 pułk eklererów oraz resztki 7 i 8 pułku lansjerów.
Naczelne dowództwo sprawował gen. Dąbrowski, szefem sztabu był gen. Hipolit FaIkowski, jazdą dowodził gen. Ludwik Pac, piechotą zaś gen. Jan Kanty Julian Sierawski. Całość wojsk polskich nie przekraczała 5500 żołnierzy. Byli więc Polacy w kampanii francuskiej 1814 jedynie symbolem wierności i honoru żołnierskiego.
Pod Montmirail szwadron szwoleżerów rozniósł 11 lutego batalion pruski; od 6 do 10 marca ułani Paca walczyli o wzgórza Craonne i pod Laon (9–10 marca). Pod Arcis-sur-Aube czworobok piechoty polskiej Skrzyneckiego uratował cesarza od niewoli. Wreszcie ostatnie strzały padły ze strony Polaków w bitwie paryskiej 30 marca.

## Wywiad Armii Księstwa Warszawskiego
Przy współpracy rezydenta w kwietniu 1811 powołano specjalną komórkę w sztabie armii Księstwa, podporządkowaną bezpośrednio gen. Stanisławowi Fiszerowi. Celem jej było przede wszystkim badanie nastrojów w państwie Romanowów, do czego wykorzystywano podróże w strony rodzinne oficerów pochodzących z ziem zabranych. Dane zbierane przez wywiad Księstwa często nie budziły zaufania. Czy to skutkiem miernej pracy agentów, czy też w następstwie rosyjskich prowokacji często w przygranicznych departamentach Księstwa krążyły niesprawdzone wiadomości o rychłym wkroczeniu wojsk rosyjskich.
Na udoskonalenie działalności wywiadowczej brakowało funduszy. Sumy dotychczas przekazywane przez ministra skarbu Księstwa były wysoce niewystarczające do rozbudowy siatek szpiegowskich w Rosji. Stosowano więc tradycyjne sposoby zdobywania informacji. W miarę sprawnie funkcjonował wywiad miejscowy, kierowany przez inspektora kawalerii gen. Aleksandra Rożnieckiego. Pod jego komendą 6 pułków jazdy patrolowało rejon Siedlce–Lublin–Ostrołęka, zbierając wiadomości o korpusach przeciwnika. Rożniecki zorganizował też sieć agentów na Litwie i Białorusi, nawiązał kontakty ze zwolennikami obalenia władzy Aleksandra I na Wołyniu, Podolu i Ukrainie. Co więcej, jak donosił Józefowi Poniatowskiemu w liście z 9 lutego 1812, miał też swoich informatorów w sztabie korpusu gen. von Essena.

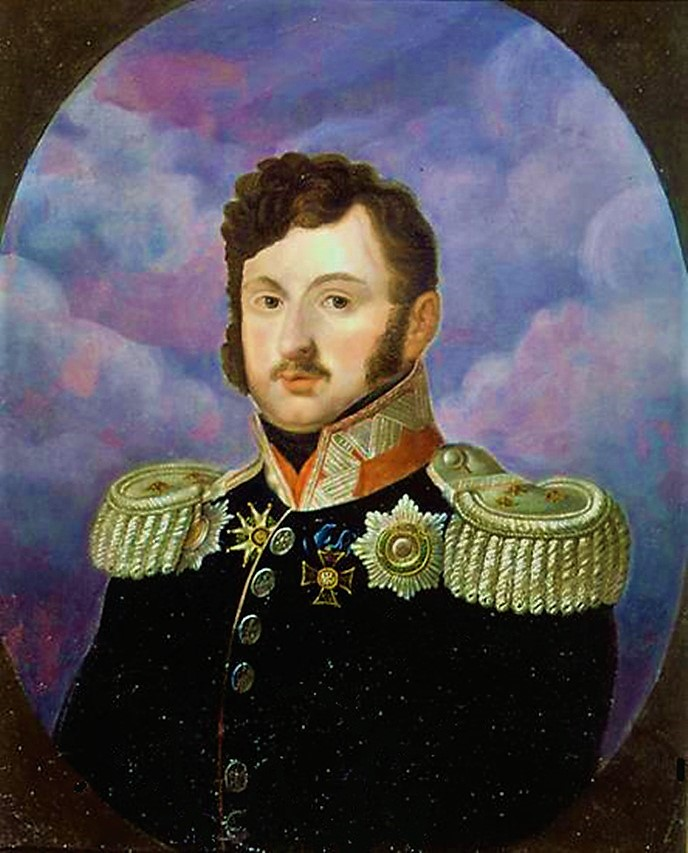
Wincenty Krasiński

W latach 1811–1812 korzystano również ze sprawdzonej metody pozyskiwania informacji przez pojedynczych oficerów, wysyłanych w różnych celach poza kordon. Wiemy, iż na zlecenie polskiego sztabu generalnego misji takich podjęli się w 1811 płk Jan Krukowiecki (we Lwowie), gen. Tadeusz Tyszkiewicz (pogranicze litewskie) oraz mjr Kazimierz Dziekoński (na obszarze pomiędzy Tykocinem oraz Kryłowem).

## Powrót do kraju
Zgodnie z postanowieniami traktatu z Fontainebleau Polacy dostali się „pod opiekę” Aleksandra I Romanowa. Car Rosji oświadczył później, że przyjął Polaków „z czcią należną wytrwałości niezłomnej, śmiertelnej odwadze”.
W czerwcu szczątki tego wojska znajdowały się w drodze do kraju. Wiódł je gen. Wincenty Krasiński. Stały się one zaczątkiem Wojska Polskiego Królestwa Kongresowego.

## Galeria wybranych dowódców polskich

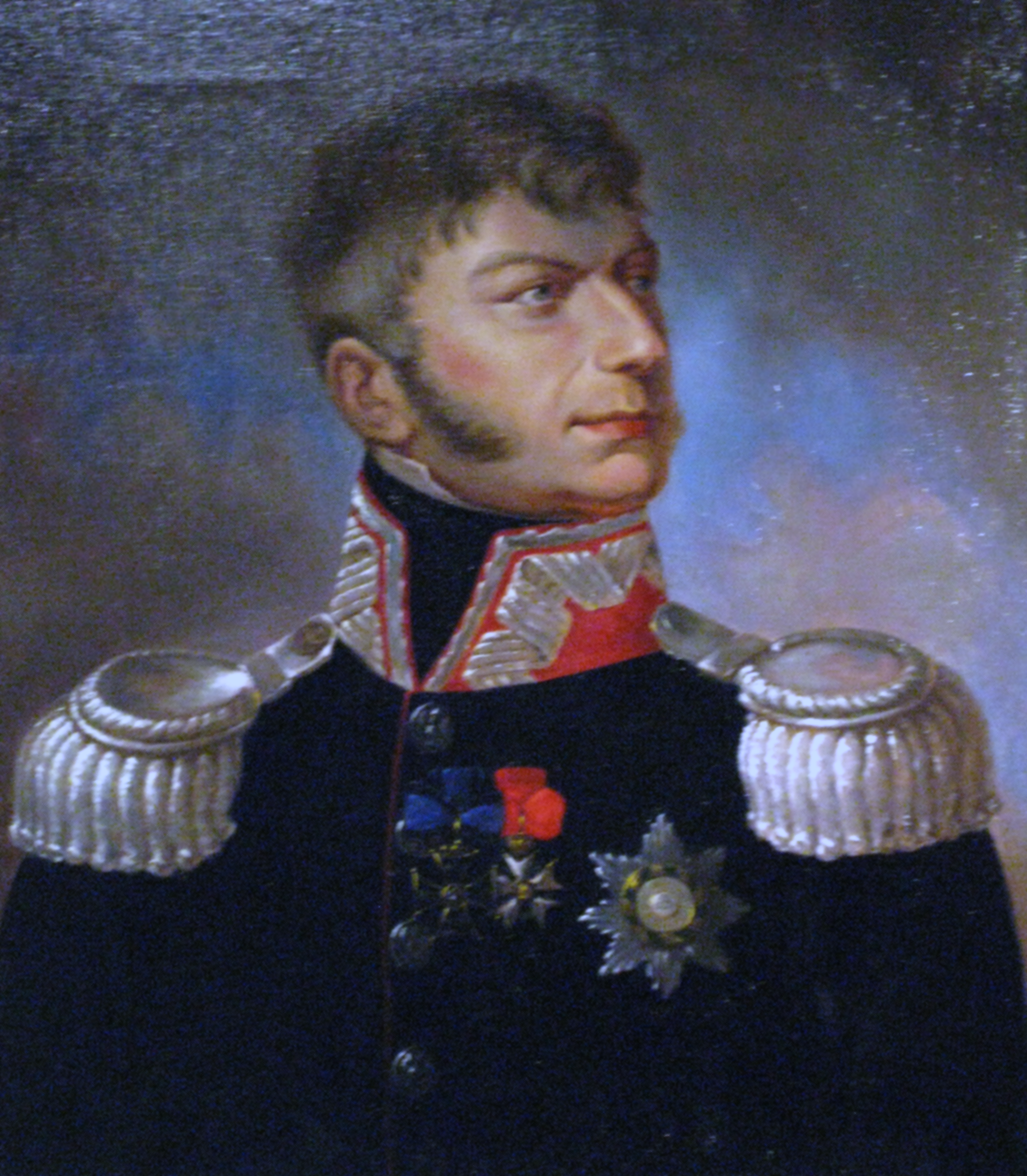
Józef Chłopicki
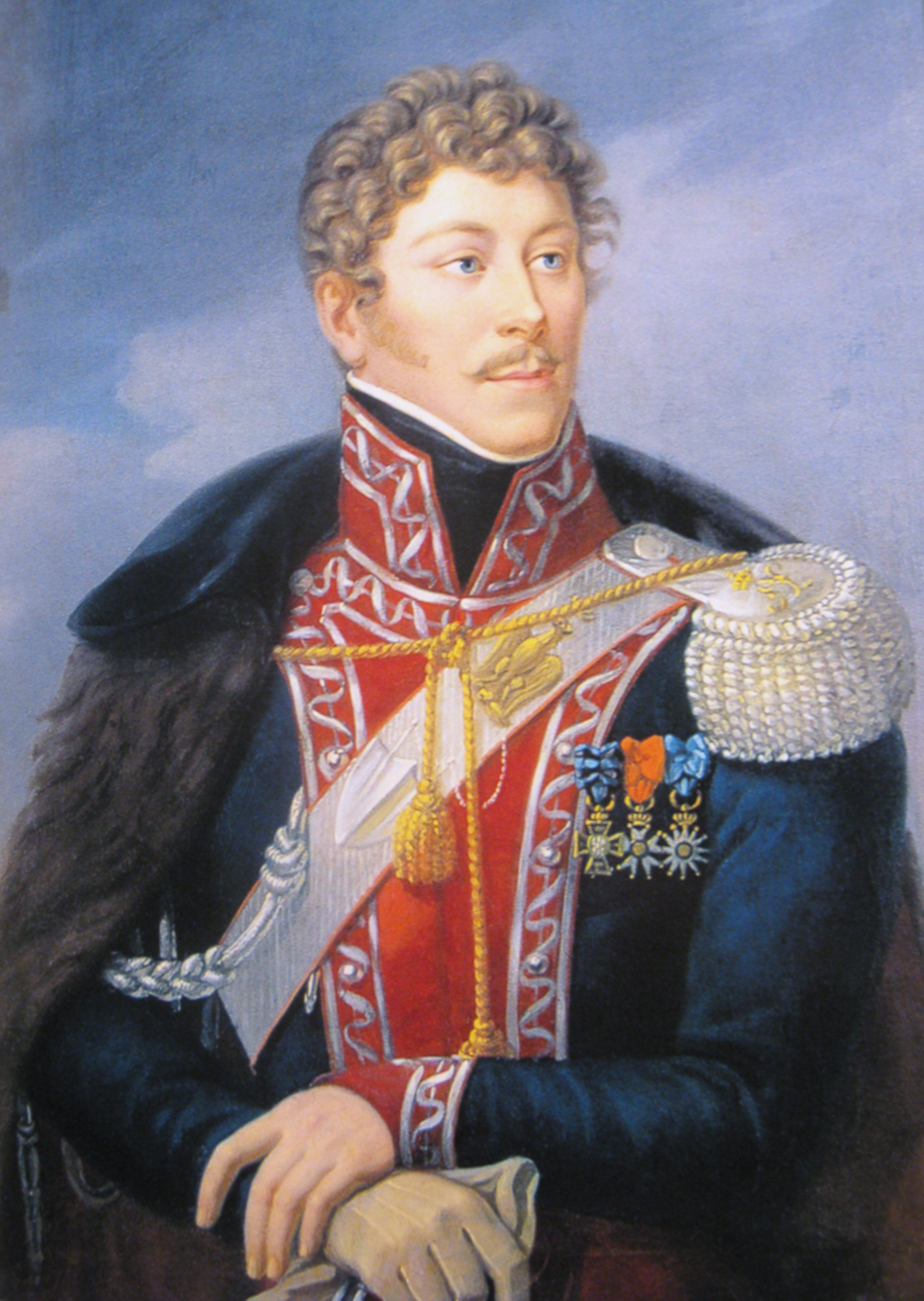
Jan Leon Kozietulski
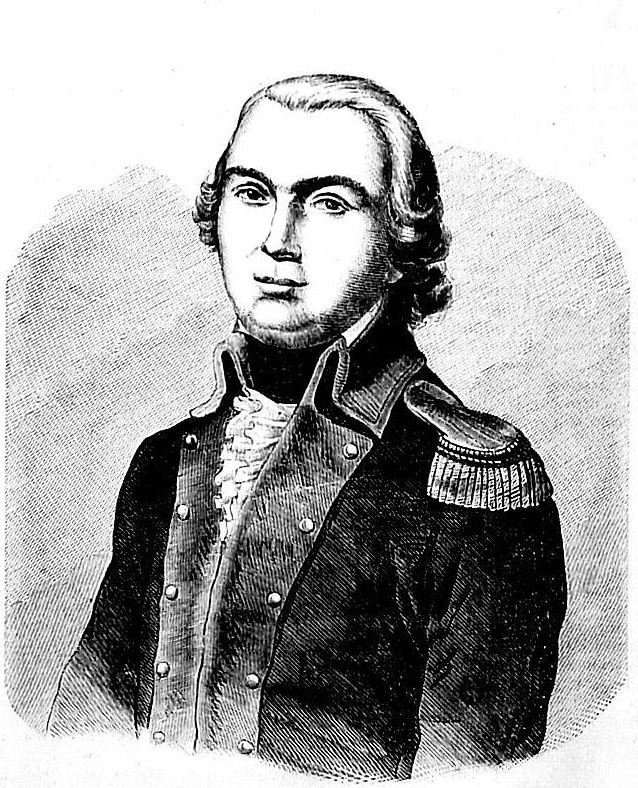
Józef Niemojewski
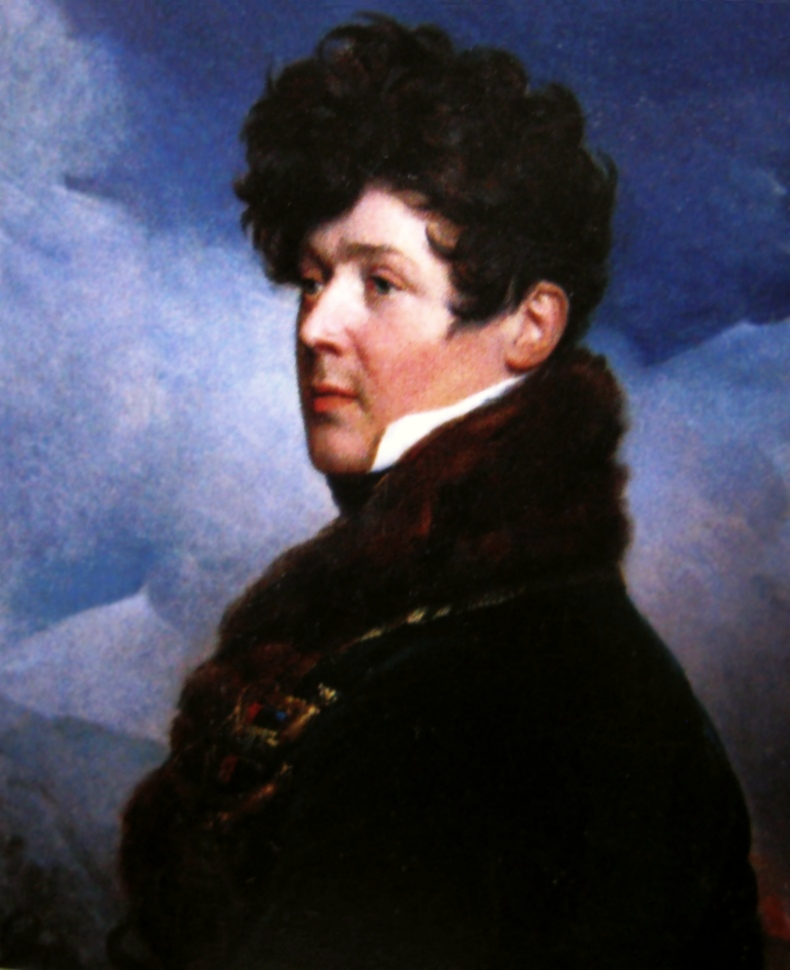
Ludwik Michał Pac
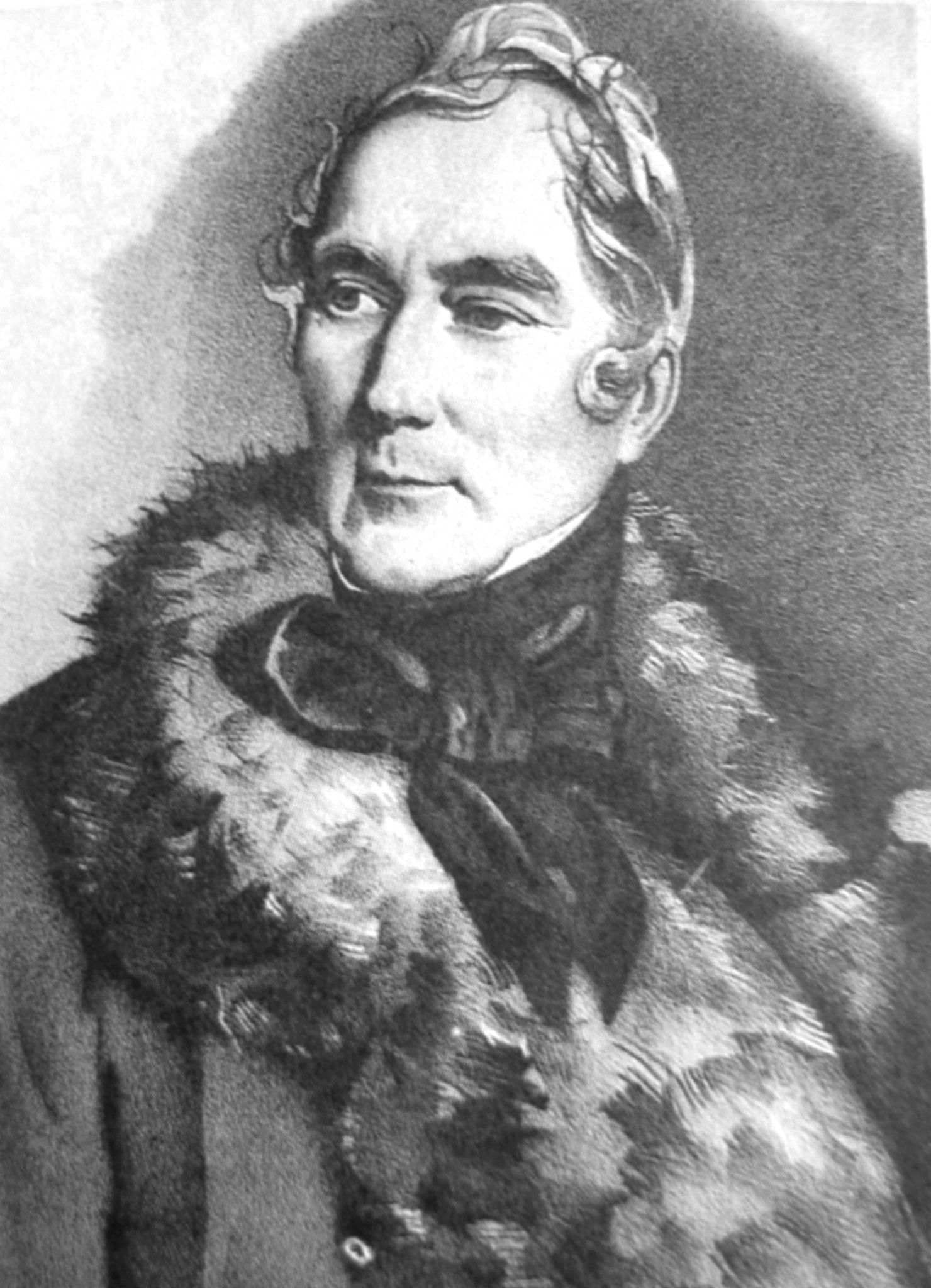
Michał Gedeon Radziwiłł
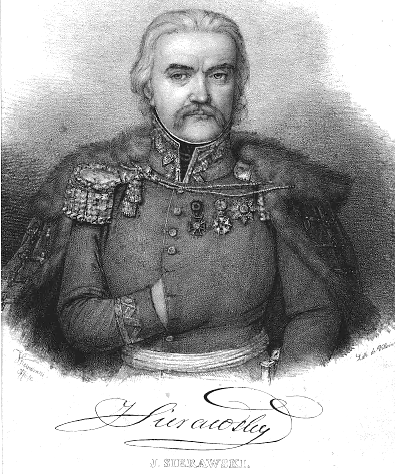
Jan Kanty Julian Sierawski
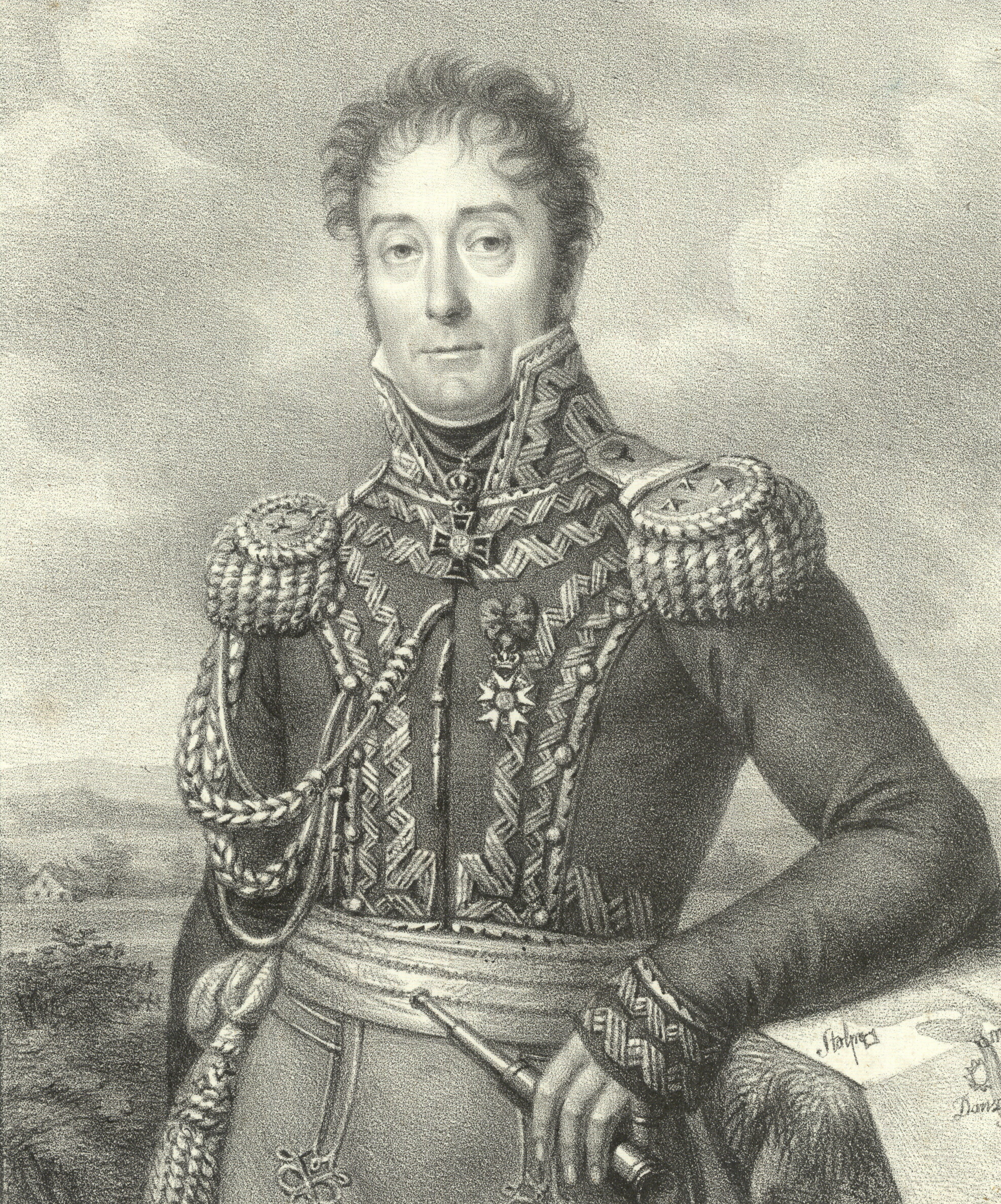
Michał Sokolnicki
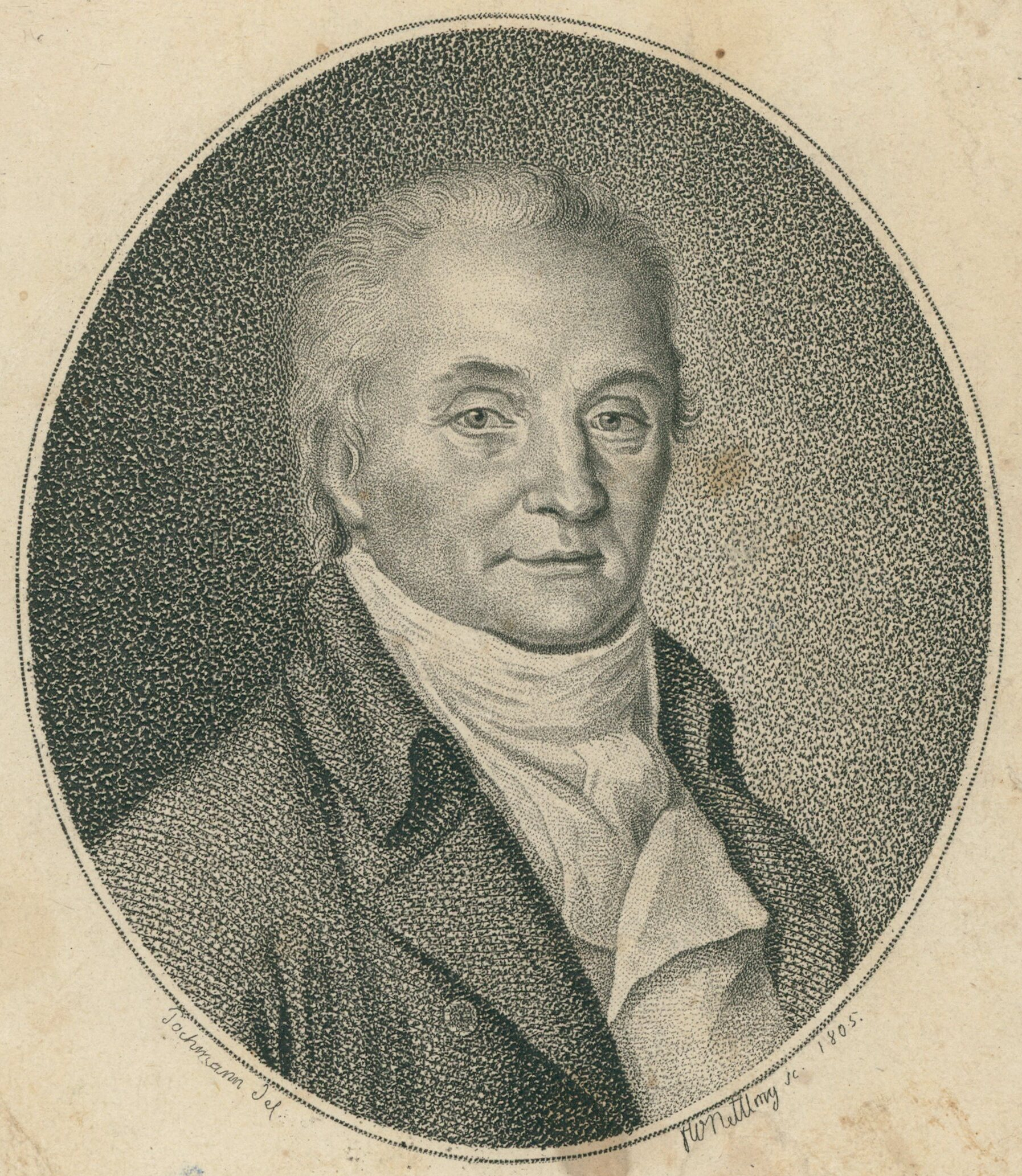
Józef Wybicki

## Kontynuowanie tradycji

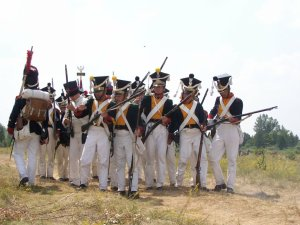
Pułk 4 Piechoty – rekonstrukcja historyczna (Pułtusk 2006)

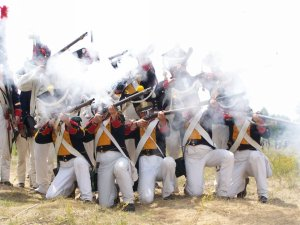
Pułk 4 Piechoty Księstwa – rekonstrukcja historyczna (Pułtusk 2006)

Bitwy oraz potyczki z udziałem armii Księstwa Warszawskiego współcześnie bywają często przedmiotem rekonstrukcji historycznych. W mundurach z okresu Księstwa Warszawskiego występuje przy szczególnych okazjach orkiestra Batalionu Reprezentacyjnego WP.
W Polsce istnieją następujące Grupy Rekonstrukcji Historycznej, odtwarzające tradycje armii z okresu Księstwa Warszawskiego:
- Pułk 2. Piechoty Księstwa Warszawskiego (CENS-Polska)
- Pułk 3. Piechoty Księstwa Warszawskiego (CENS-Polska)
- Pułk 4. Piechoty Księstwa Warszawskiego (CENS-Polska)
- Pułk 7. Piechoty Księstwa Warszawskiego (CENS-Polska)
- Pułk 8. Piechoty Księstwa Warszawskiego (CENS-Polska)
- Pułk 9. Piechoty Księstwa Warszawskiego (CENS-Polska)
- Pułk 12. Piechoty Księstwa Warszawskiego (CENS-Polska)
- Pułk 1. Piechoty Legii Nadwiślańskiej
- Pułk 2. Piechoty Legii Nadwiślańskiej (Ukraina)
- Pułk 3. Piechoty Legii Nadwiślańskiej
- Legia Północna
- Legia Polsko-Włoska (CENS-Polska)
- Pułk 1. Szwoleżerów Gwardii
- Pułk 1. Strzelców Konnych
- Pułk 6. Ułanów Księstwa Warszawskiego (CENS-Polska)
- Pułk 11. Ułanów Księstwa Warszawskiego (CENS-Polska)
- Pułk 12. Ułanów Księstwa Warszawskiego